# Иконостас

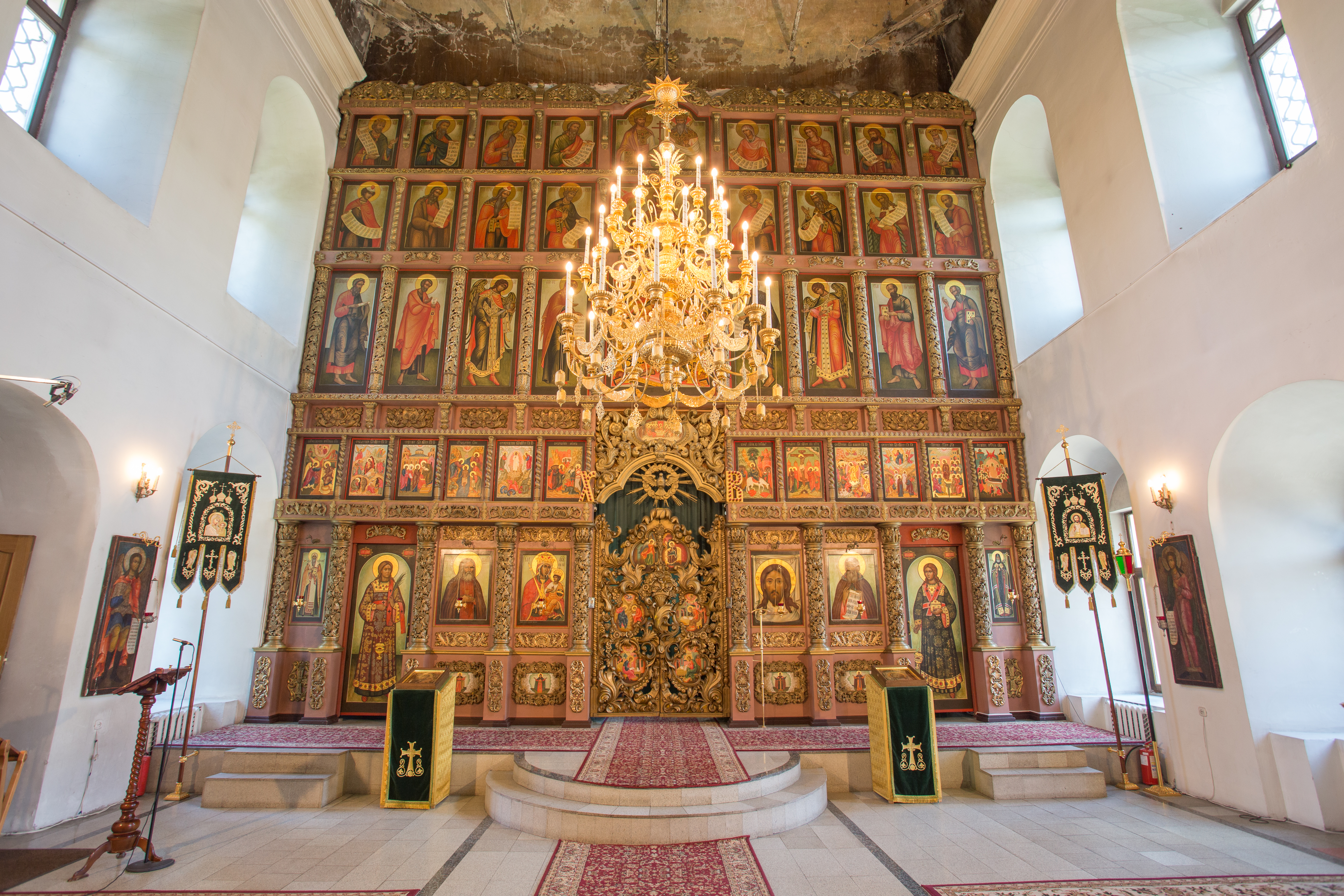
Иконостас церкви преподобного Сергия Радонежского в Высоко-Петровском монастыре в Москве

Иконоста́с (ср.-греч. εἰκονοστάσιον) — алтарная перегородка, более или менее сплошная, от северной до южной стен храма, состоящая из одного или нескольких рядов упорядоченно размещённых икон, отделяющая в византийском обряде алтарь от остального храмового помещения.

## История возникновения и развития

### Раннехристианский период

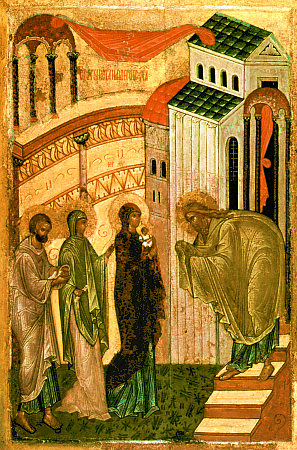
Икона «Сретение»: младенца Иисуса вносят в Иерусалимский храм, на заднем плане видна красная завеса

В первые века христианства преграды между храмом (наосом) и алтарём могло не быть. Например, никак не разделены кубикулы в римских катакомбах, где в II—IV веках собирались на литургию христиане.
Первые сообщения об отделении алтаря перегородкой или завесой сохранились от IV века. По преданию, закрыть алтарь завесой повелел в своём храме святитель Василий Великий. Завесы получили со временем широкое распространение в христианских храмах различных стран, в том числе и в Западной Европе. В настоящее время в православных храмах завеса находится за иконостасом и открывается в определённые моменты богослужения.
Помимо завесы, в храмах стали возникать алтарные перегородки. Евсевий Кесарийский в «Церковной истории» пишет о резной деревянной ограде в храме Тира, не позволявшей народу приближаться к престолу. Про храм Гроба Господня в Иерусалиме он же пишет: «Полукружие апсиды было окружено столькими колоннами, сколько было апостолов». Алтарные преграды, отделяя пространство алтаря, не закрывали его обзора. Они могли иметь форму парапетов или ряда колонн. Колонны могли нести балку — архитрав. Иногда перегородка состояла из резных решёток.

### Византийские алтарные преграды

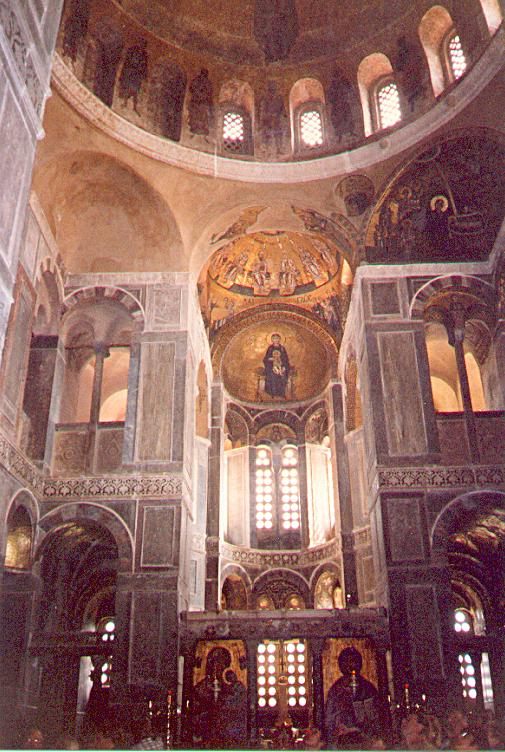
Монастырь Осиос Лукас, внутренний вид кафоликона

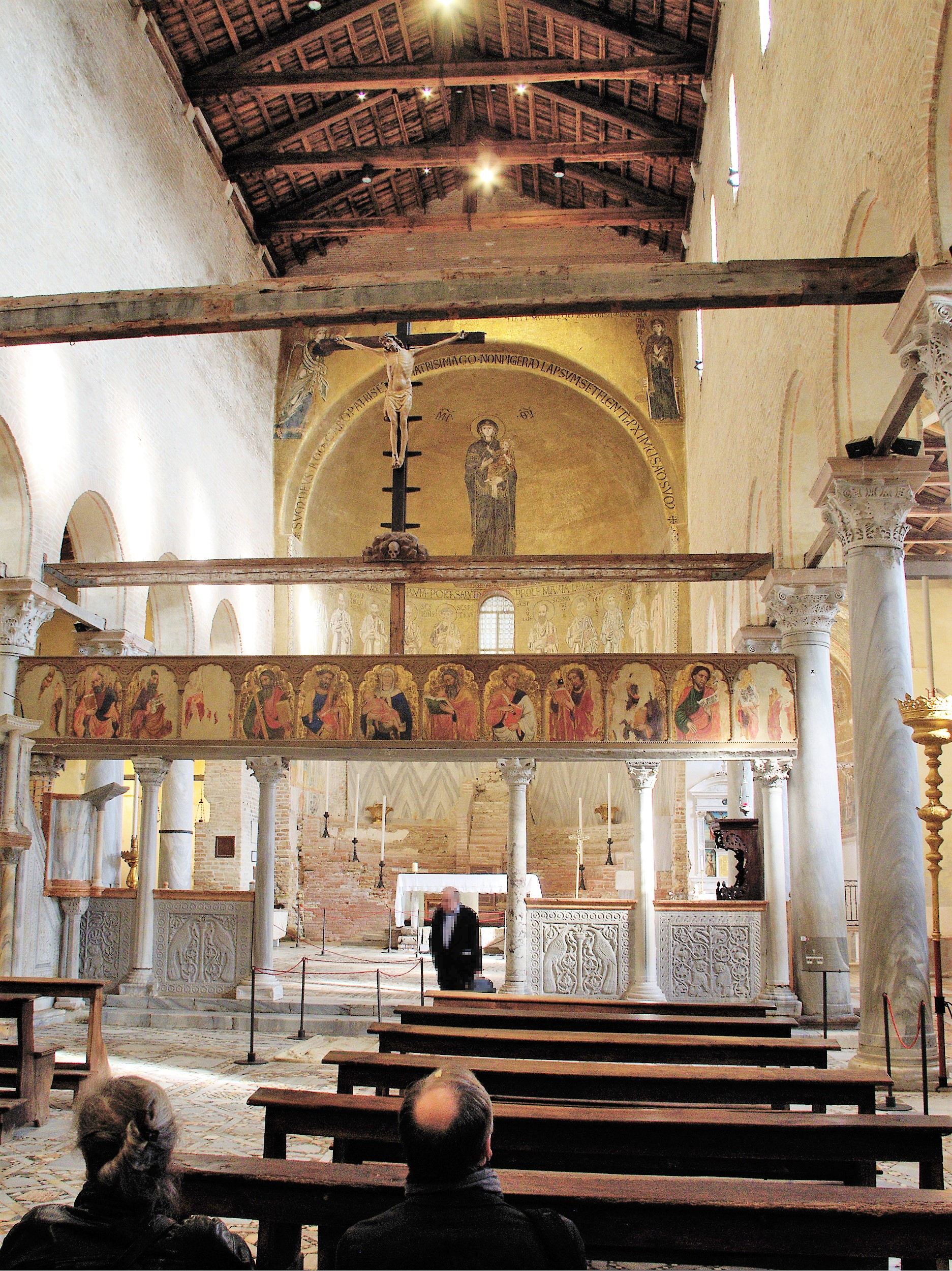
Алтарная преграда архаического типа в католическом соборе Санта-Мария-Ассунта (Торчелло, Италия)

Византийские храмы имели алтарные перегородки из парапета, стоящих на нём колонок и архитрава. Посредине ограждения устраивался главный вход в алтарь — Царские врата, а по бокам — малые двери, названные дьяконскими.
Перегородки могли быть каменными, деревянными и металлическими. Они богато декорировались. В центре на преграде ставился крест. Перегородка часто не была единой во всю ширину храма. Чаще проёмы центральной и боковых апсид алтаря имели отдельные ограждения, как это сохранилось в кафоликоне (соборе) монастыря Осиос Лукас в Греции (30-40 гг XI века). Участки преграды разделялись в таком случае восточными опорными столбами. На столпах по сторонам алтаря обычно делались изображения Христа и Богоматери или вешались Их иконы. Алтарные преграды такого типа частично сохранились на западе.
На саму перегородку иконы начали ставить далеко не сразу. Первые из них помещались поверх архитрава или на нём самом делались рельефные или эмалевые изображения. Вначале крест сменяется иконой Христа, а она в свою очередь расширяется до деисуса. Чаще всего иконы над архитравом писались на длинных горизонтальных досках — темплонах или эпистилях. В центре эпистиля помещается трёхфигурный деисус, а по бокам от него ряд праздников, то есть важнейших моментов Евангельской истории. Сохранились эпистили XII века (собрание монастыря святой Екатерины на Синае)

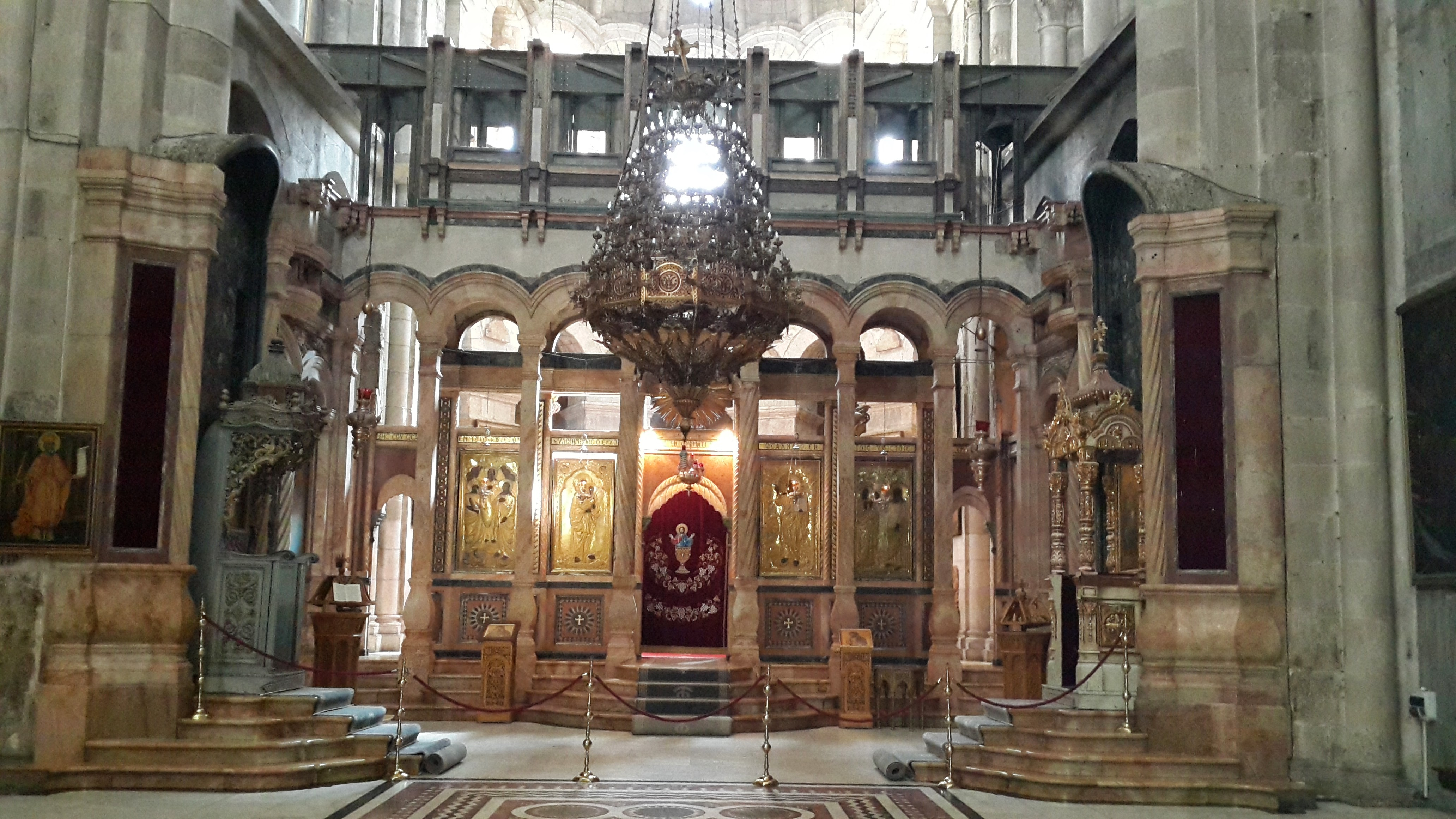
Иконостас в кафоликоне Храма Гроба Господня. Подобно поздним алтарным преградам на Западе имеет наверху галерею с амвоном.

Помимо таких эпистилей сформировался более длинный деисусный чин, состоящий из ряда отдельных икон, первоначально небольших оглавных или оплечных, позднее более крупных поясных. Сквозные же проёмы между колоннами преграды не занимались иконами очень долго. В XIV веке с алтарных столпов в них переместились иконы Христа и Богоматери, теперь ставившиеся по бокам от царских врат. Они положили начало местному ряду иконостаса.
В поствизантийском искусстве Крита и Кипра алтарная преграда превращается в небольшой трёхъярусный иконостас, имеющий местный ряд, праздничный чин и поясной деисус. Такой иконостас полностью закрывал алтарь и был в этом похож на высокие русские иконостасы.

### Развитие иконостаса в древнерусском искусстве
Убранство древнерусских храмов первоначально повторяло византийские обычаи. В Третьяковской галерее хранится горизонтальная икона трёхфигурного деисуса с оглавными изображениями из неизвестного храма Владимиро-Суздальского княжества рубежа XII—XIII веков. Она очевидно предназначалась для установки на архитрав. Существует гипотеза, что аналогичная ей икона со Спасом Эммануилом и двумя архангелами предназначалась для архитрава в северной части алтаря, где располагается вход в жертвенник. Это подкрепляется содержанием данной иконы, где Христос показан как уготованная для спасения людей Жертва.

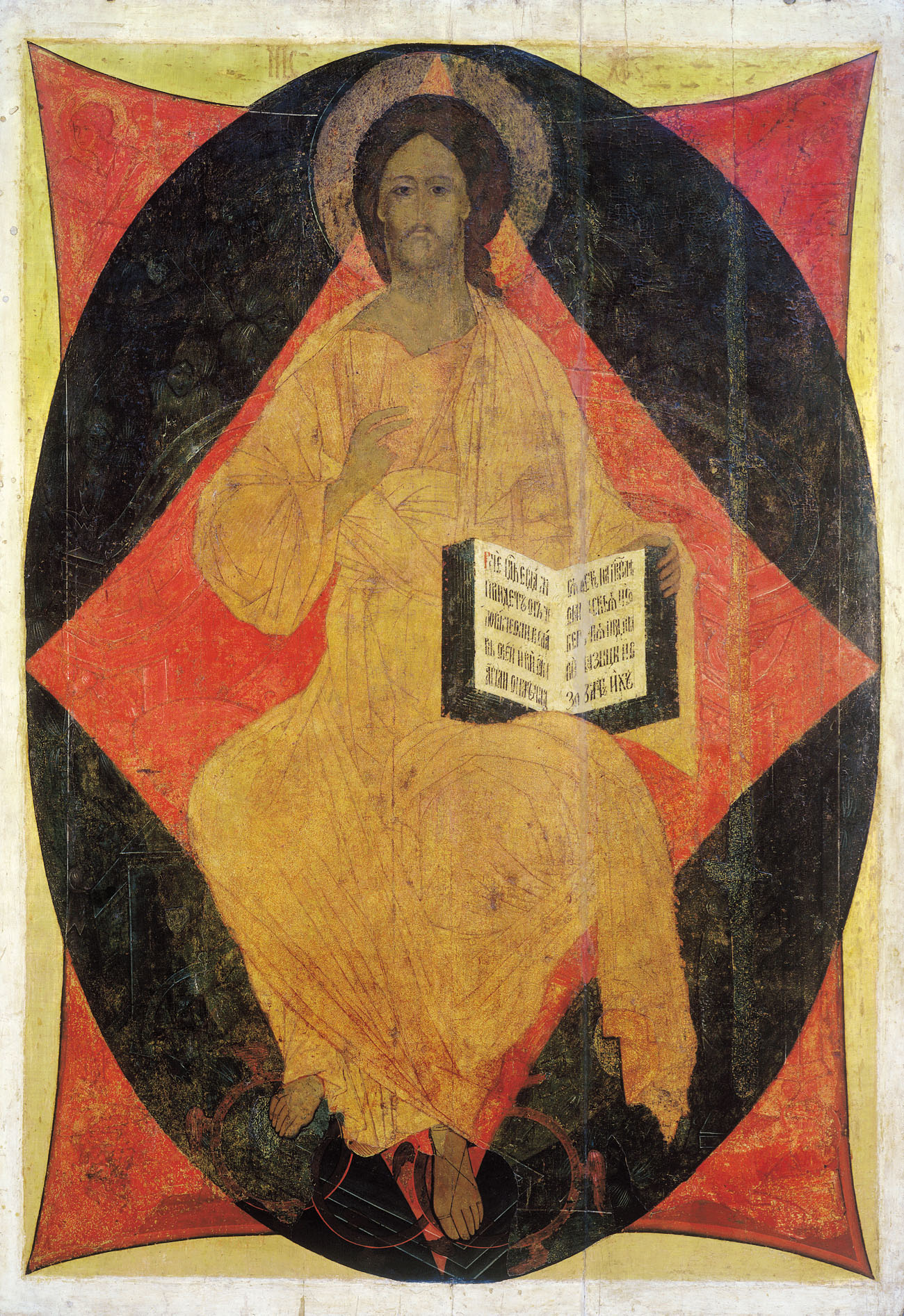
«Спас в силах» из иконостаса Успенского Собора во Владимире. Мастерская Андрея Рублёва и Даниила Чёрного

Сохранились некоторые отдельные иконы, входившие в деисусный чин, например «Ангел Златые власы» (архангел Гавриил) в Русском музее. Это небольшая оглавная икона конца XII века. Таким образом, в каменных храмах обыкновенно делалась алтарная преграда с деисусом над архитравом и иконами Христа и Богоматери внизу. Только ставились они первоначально не в саму преграду, а у восточных столпов храма. Сохранилась такая икона из собора Софии в Новгороде — большая тронная икона Христа «Спас Златая риза» (сейчас в Успенском соборе Московского Кремля, живопись XI в. поновлена в XVII). В некоторых новгородских храмах XII века исследования выявили необычное устройство алтарных преград. Они были очень высокими, но точное их устройство и возможное количество икон не известны.
Благоприятная ситуация для роста алтарной преграды была в деревянных церквях, которых на Руси было большинство. В них не делалось настенной росписи, всегда очень важной в храмах византийских, поэтому могло увеличиваться количество икон.
Неизвестно точно, как именно увеличивалась алтарная преграда и когда превратилась в иконостас. Сохранились царские врата XIII—XIV вв., относящиеся к новгородской и тверской иконописным школам (ГТГ). На их сплошных деревянных створках изображено сверху Благовещение, а снизу в рост святители Василий Великий и Иоанн Златоуст. От XIII века дошли храмовые иконы, то есть образы святых или праздников, в честь которых освящены были храмы. Они также могли уже ставиться в нижнем ряду преграды. Например, к ним относятся псковские иконы «Успение» и «Илья пророк с житием».
К XIV веку иконы деисуса увеличиваются в размерах, их обычно пишут не меньше семи. В ГТГ хранится деисусный чин собора Высоцкого монастыря в Серпухове. Это семь поясных икон очень большого размера, исполненных в Константинополе. После Богоматери и Иоанна Крестителя в них изображены архангелы Михаил и Гавриил, апостолы Пётр и Павел. Аналогичный состав имел деисусный чин из Звенигорода (начало XV века, ГТГ), три сохранившихся иконы которого приписываются руке преподобного Андрея Рублёва.

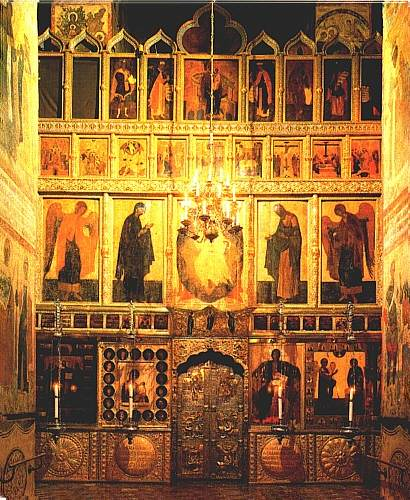
Иконостас, Благовещенский собор Московского Кремля

Ранний пример праздничного чина дают три горизонтальные иконы с 12 праздниками из собора Софии в Великом Новгороде (XIV век). Первоначально этот чин стоял на древней алтарной преграде собора, а в XVI веке был включён в новый высокий иконостас, заняв третий ряд икон (сейчас иконы в Новгородском музее).
Первый пример ростового деисусного чина — иконы из иконостаса Благовещенского собора Московского Кремля. Этот чин выделяется как составом — в нём 11 икон — так и их размерами (высота 210 см). В настоящее время точно установлено, что этот чин не мог первоначально предназначаться для Благовещенского собора, а был перенесён в него из другого храма (какого именно до сих пор не установлено, хотя существует много гипотез). Временем создания икон считается либо начало XV века, либо 1380—1390 годы. Центральные иконы до сих пор часто приписываются руке Феофана Грека. Важнейшей иконографической особенностью этого чина является изображение на центральной иконе Спаса в силах, то есть Христа на престоле в окружении небесных сил. Позднее эта иконография станет для русских иконостасов самой распространённой, вытеснив более простое изображение Спаса на престоле (было более распространено в Новгороде).
Над деисусным чином в Благовещенском соборе находится праздничный, состоящий из 14 икон (ещё две добавлены позднее). Происхождение праздничного чина также неясно, как и деисуса. Обыкновенно считается, что деисус и праздники происходят из одного иконостаса. Авторство икон неизвестно, но ясно, что праздники исполнены двумя разными иконописцами. Первую половину икон долгое время приписывали руке Андрея Рублёва, но сейчас эта гипотеза вызывает сильные сомнения.

### «Классические» высокие иконостасы XV—XVII вв
Первый известный многоярусный иконостас был создан для Успенского собора Владимира в 1408 году (или в 1410—1411 годах). Его создание связывается с росписью Успенского собора Даниилом Чёрным и Андреем Рублёвым. Иконостас не сохранился до нашего времени полностью. В XVIII веке его заменили на новый. Только в послереволюционный период сохранившаяся часть икон была обнаружена и сейчас хранится в Третьяковской галерее и Русском музее.
Иконостас имел четыре ряда икон. Над не сохранившимся местным рядом стоял огромный деисусный чин (высота 314 см). Из него сохранилось 13 икон. Есть недоказанные предположения, что их было больше. Выше располагался праздничный ряд, из которого уцелели только пять икон. Заканчивался иконостас поясными иконами пророков (это первый пример пророческого чина), сохранились только две из них. Исследования крепежа иконостаса выяснили неровное расположение рядов икон. Деисусный чин был вынесен вперёд к молящимся, а «праздники» располагались немного глубже в сторону алтаря. Важной особенностью иконостаса была его разделённость на пять частей — он стоял по частям в трёх проёмах алтарных апсид и в торцах крайних нефов. Это подтверждается фресками, сохранившимися на западных гранях восточных столпов. Среди них есть фигуры XII века и медальоны с мучениками, исполненные в 1408 году. Они не могли закрываться одновременно созданным иконостасом.
Аналогично был устроен иконостас в Успенском соборе на Городке в Звенигороде. Здесь также сохранились фрески восточных столпов, разделявших иконостас. Возможно, что второй регистр росписи с изображением крестов перекрывался вторым рядом икон иконостаса, тогда как другие ряды прерывались фресками с двумя монашескими сюжетами внизу и медальонами со святыми наверху. Сам иконостас не сохранился, хотя в него могли входить иконы поясного деисусного чина, приписываемые Андрею Рублёву, — Спас, архангел Михаил и апостол Павел.

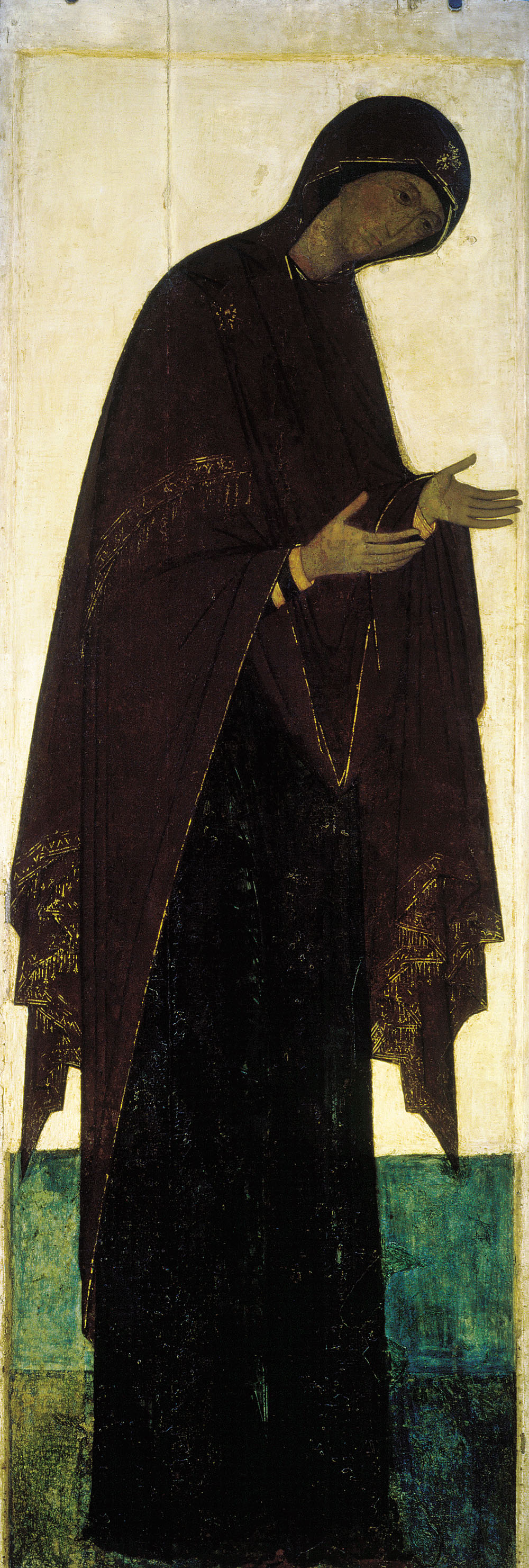
«Богоматерь» из иконостаса Успенского собора во Владимире. Мастерская Андрея Рублёва и Даниила Чёрного

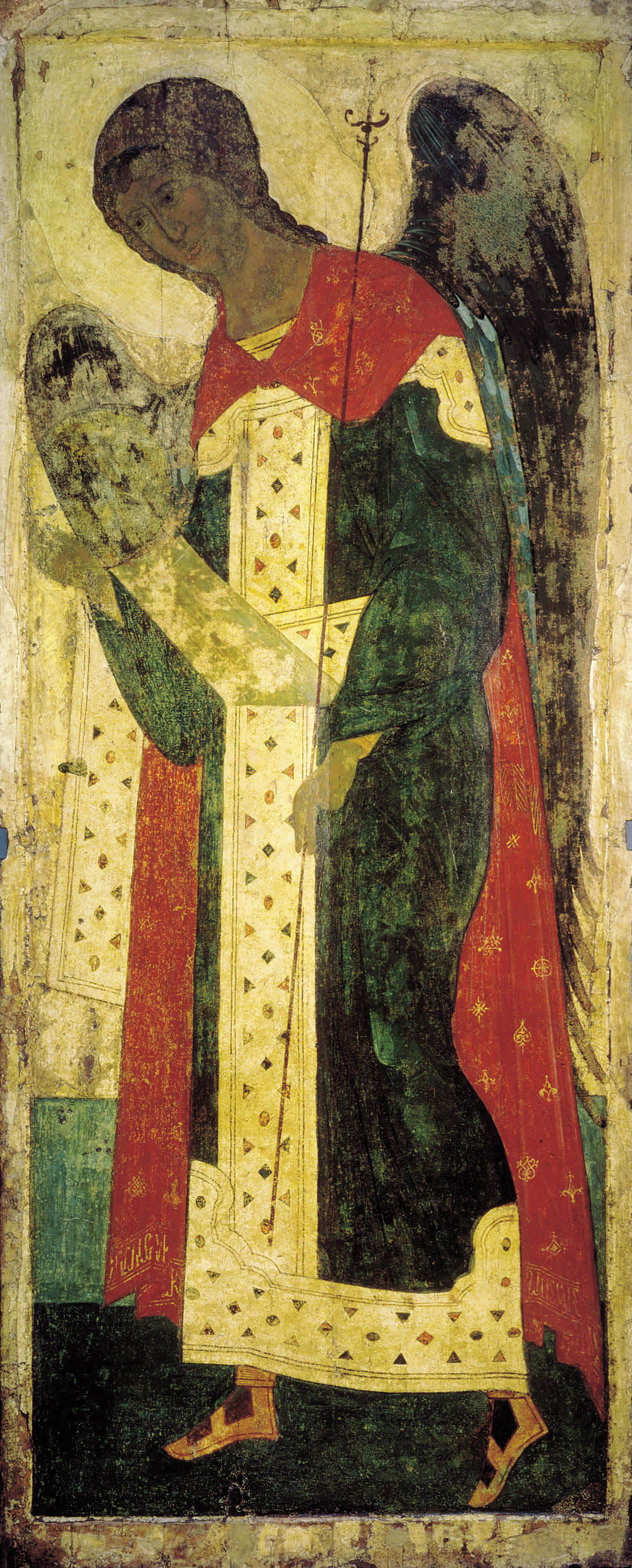
«Архангел Гавриил» из иконостаса Успенского Собора во Владимире. Мастерская Андрея Рублёва и Даниила Чёрного

Сохранилось всего три русских иконостаса XV века:
- Иконостас Троицкого собора Троице-Сергиевой лавры (1425—1427)
- Иконостас собора Рождества Богородицы Ферапонтова монастыря (около 1490 года)
- Иконостас Успенского собора Кирилло-Белозерского монастыря (около 1497 года)

Известны также разрозненные иконостасы:
- Иконостас Благовещенского собора Московского кремля (около 1392 года и начало XV века)
- Иконостас Успенского собора во Владимире (около 1408)
- Иконостас Успенского собора во Дмитрове (середина XV века).

Первый цельный, не разделённый на части столпами иконостас был создан в 1425—1427 годах для Троицкого собора Троице-Сергиевой лавры. Исполнили иконостас Андрей Рублёв и Даниил Чёрный с мастерской.
Иконостас сохранился до наших дней и остаётся на прежнем месте в Троицком соборе. Его четвёртый ряд — пророки — был, вероятно, создан немного позднее. В Троицком иконостасе сохранились Царские врата с Благовещением и четырьмя пишущими евангелистами (сейчас в Сергиево-Посадском музее) и храмовая икона из местного ряда — знаменитая Троица (в соборе копия, оригинал в Третьяковской галерее).
Здесь уместно уточнить особенности конструкции многоярусного иконостаса. Иконостасы XV—XVII веков (исключая конец XVII века) принято называть тябловыми. «Тябло» происходит от искажённого греческого темплон и означает горизонтальную балку. Тябла разделяли по горизонтали ряды икон, которые стояли на них, как на полках, и к ним крепились. Тябла расписывали орнаментом или украшали окладом. Таким образом, лаконичная конструкция иконостаса была декорирована. Позднее появились вертикальные столбики между иконами, служившие украшенным обрамлением для икон. Обильную резьбу или иной декор часто имели Царские врата и их обрамление. В этом случае изображения на них делались маленькими вкраплениями.
Помимо самого иконостаса, алтарь в храмах XV века мог отделяться невысокой каменной стеной с проёмами врат. Такая стенка имеется в соборе Рождества Богородицы Саввино-Сторожевского монастыря. На ней сохранились фресковые изображения преподобных, являвшиеся как бы местным рядом иконостаса. Аналогичным образом была расписана алтарная стенка в новом Успенском соборе Москвы, на которой сохранились многочисленные поясные фигуры преподобных.
Высокие иконостасы стали появляться и в других княжествах, кроме Московского. В Кашине был найден высокий четырёхъярусный иконостас середины XV века, происходящий из Спасо-Преображенского собора Твери (Третьяковская галерея и Русский музей). Тверь была соседкой и политической соперницей Москвы, а также самобытным иконописным центром. В других городах — Ростове, Новгороде, Пскове — сохранились ростовые деисусные чины XV века. Однако число рядов иконостаса могло ещё оставаться неполным.

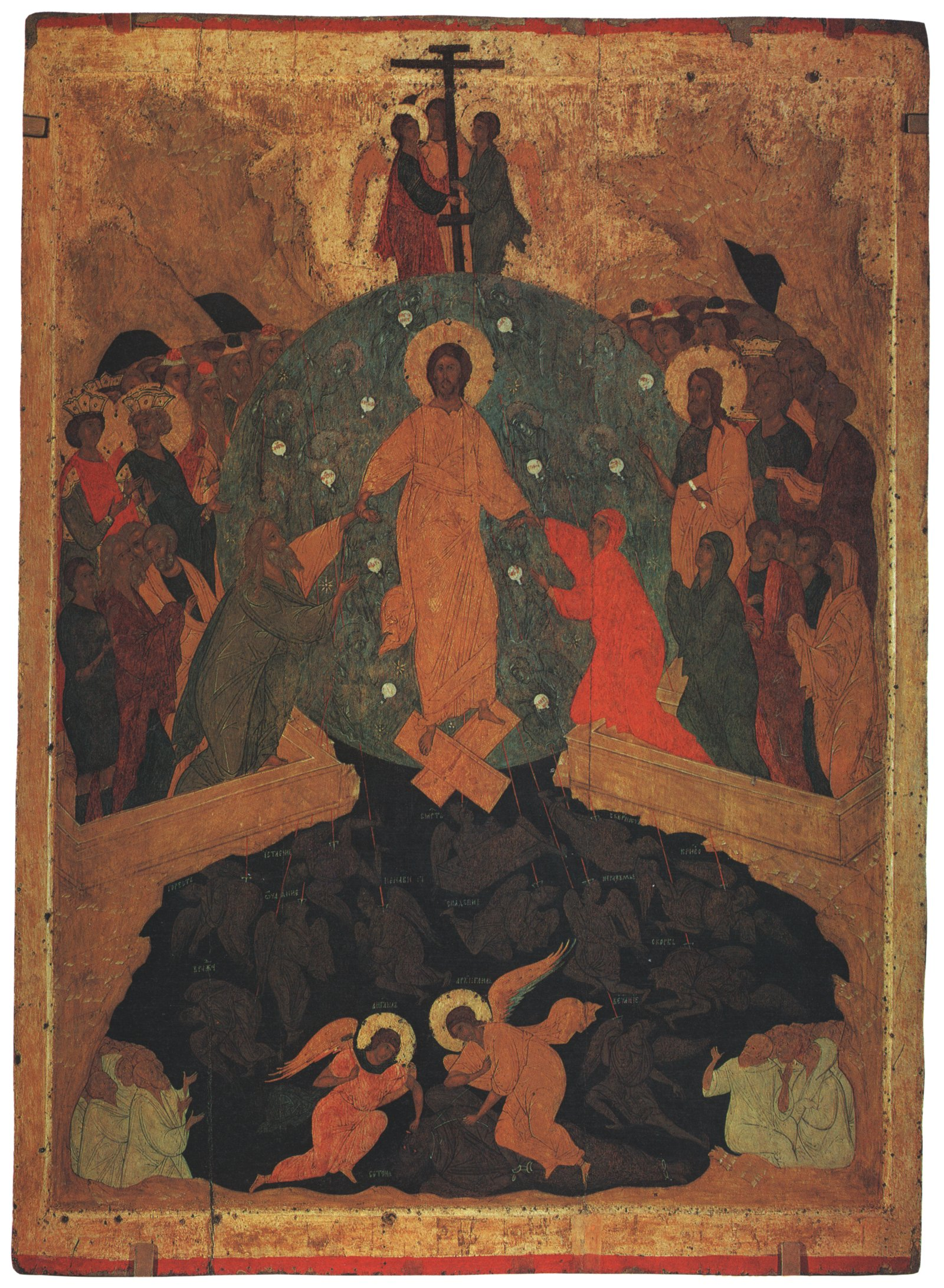
Икона «Сошествие в ад» Дионисия из иконостаса церкви Рождества Богородицы в Ферапонтовом монастыре, Русский музей

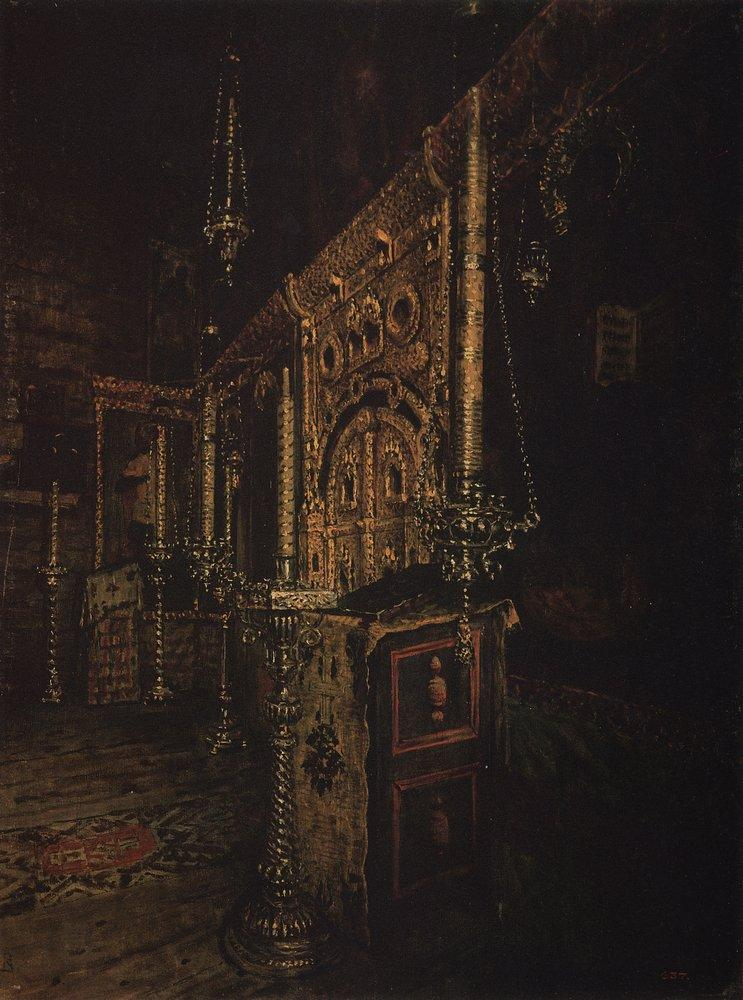
Иконостас деревянной церкви Иоанна Богослова на Ишне близ Ростова. XVI век

К концу XV века традиция высоких четырёхъярусных иконостасов закрепилась в московской иконописи. Повторением иконостаса Успенского собора Владимира стал иконостас нового Успенского собора Москвы (1481), до нашего времени не сохранившийся (он был заменён в середине XVII века). Один из самых больших и известных иконостасов был создан около 1497 года для собора Кирилло-Белозерского монастыря. В настоящее время половина его икон хранятся в Кириллове и выставлены в музее, а остальные находятся в Третьяковской галерее, Музее имени Андрея Рублёва и Русском музее. Не считая местного чина, не сохранилась только одна икона из пророческого ряда. Деисусный чин иконостаса включает в себя, помимо неизменной середины (Иисус Христос, Богоматерь, Иоанн Предтеча, архангелы Михаил и Гавриил, апостолы Пётр и Павел), иконы апостолов Андрея и Иоанна (как и во владимирском иконостасе 1408 года), вселенских святителей, русских святителей (в том числе московских) и мучеников. Праздничный ряд один из самых больших — 24 иконы. Пророческий ряд поясной, пророки собраны в группы по трое и не обращены к центру ряда, так как центральной иконы пророческого чина — Богоматери — в этом иконостасе нет.
Сохранились фрагменты иконостасов работы Дионисия («Спас в силах» и несколько икон праздничного чина из Павло-Обнорского монастыря) и почти целиком иконостас собора Рождества Богородицы в Ферапонтове (1502). Иконостас Ферапонтова монастыря не имеет праздничного чина, зато его пророческий ряд содержит в центре образ Богоматери «Знамение» с предстоящими царями Давидом и Соломоном. Все фигуры пророков, написанные на нескольких горизонтальных досках, обращены к центральному образу. Деисусный чин Ферапонтова был чуть позднее фланкирован иконами столпников, что стало затем распространённой традицией. Сохранилось несколько икон нижнего местного ряда, а также маленькие иконы Благовещения и евангелистов из резных Царских врат.
В XVI веке было создано огромное количество высоких иконостасов. Московские обычаи были привнесены в иконопись вошедших в состав централизованного Русского государства городов, при этом были сглажены некоторые яркие местные черты. Много высоких иконостасов создали и в Новгороде, и во Пскове. Появились и ростовые пророческие чины, как, например, в соборе Святой Софии в Новгороде. Одновременно сохранился обычай писать и поясные деисусные чины, как, например, в некоторых церквях Кирилло-Белозерского монастыря.
Во 2-й половине XVI века в русской иконописи получили распространение новые иконографические сюжеты, родившиеся в Москве при митрополите Макарии. Новые изображения имели сложное догматическое и нравоучительное содержание, часто дословно иллюстрировали богослужебные тексты и Святое Писание, включали много символов и даже аллегорий. В их числе появились изображения Отечества и «Троицы Новозаветной». Эти два образа (в особенности Отечество, или просто отдельное изображение Господа Саваофа в виде Ветхого денми) стали использовать для появившегося в этот период пятого ряда иконостаса — праотеческого. В пятый ряд иконостаса включали ветхозаветные праведники (кроме уже изображённых ниже пророков) и в их числе предки Христа по плоти. Центром праотеческого чина был выбран новый образ Троицы. Первые праотеческие чины сохранились в Благовещенском соборе Московского Кремля (маленькие поясные иконы 2-й половины XVI века), в Свято-Троицком соборе Троице-Сергиевой лавры (ростовые иконы годуновского времени).

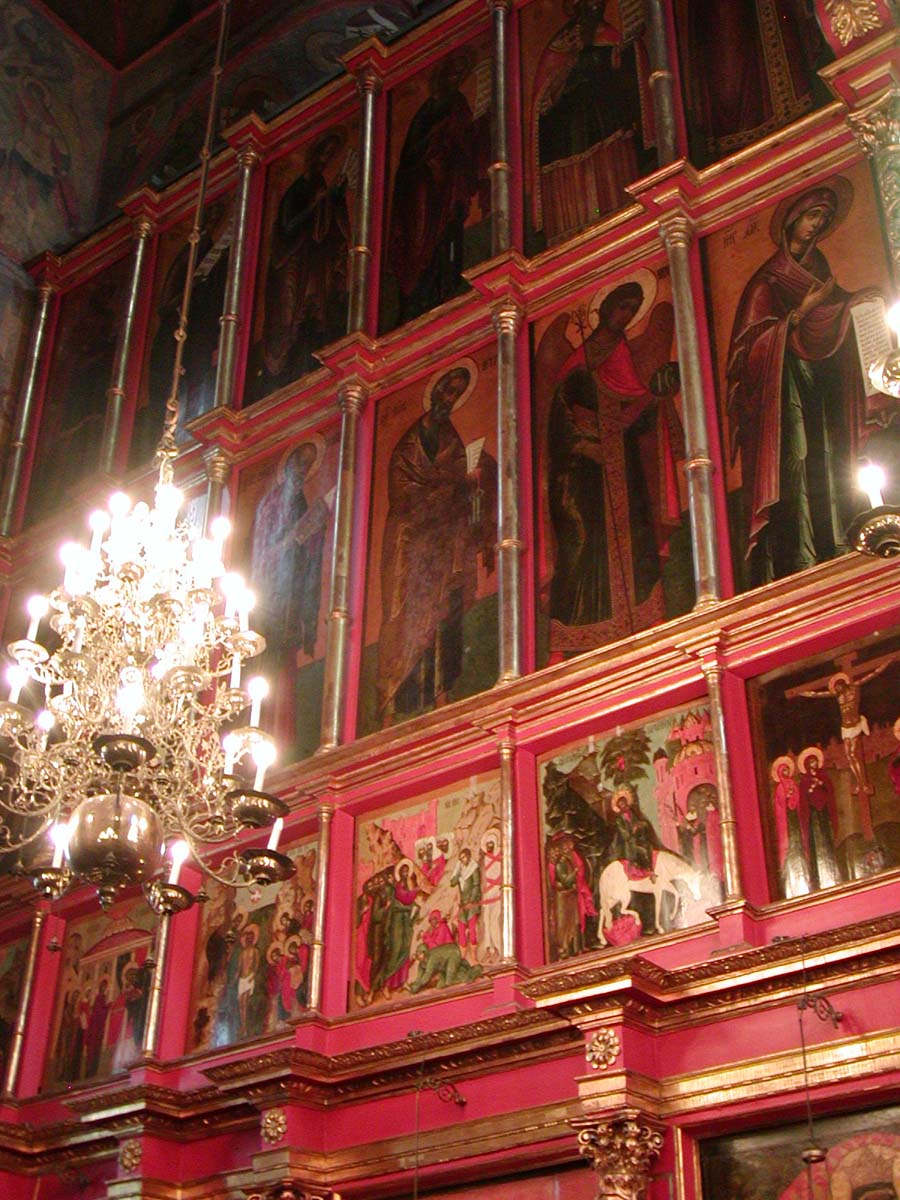
Иконостас Архангельского собора Московского Кремля

В 1-й половине — середине XVII века пятиярусный иконостас получил всеобщее распространение в России. Теперь в него обычно включали местный ряд, ростовой деисус, праздники, ростовые пророки и праотцы. Примеры таких иконостасов можно сейчас увидеть в соборе Рождества Богородицы Саввино-Сторожевского монастыря и в храме Святых отцов семи Вселенских соборов в Даниловом монастыре Москвы. Поскольку такие иконостасы полностью закрывали всю восточную сторону храма, то в самой архитектуре церквей произошли соответствующие изменения. Алтарь стали отделять сплошной каменной стеной, прорезанной проёмами врат. Интересно, что в большинстве церквей Ростова иконостасы писали фреской прямо по восточной стене храма. Врата местного ряда обычно выделялись в них пышными порталами.
В редких случаях ростовые иконы могли быть заменены на поясные или оглавные. Ещё реже число рядов иконостаса сокращалось. Так, в Успенском соборе Москвы был при патриархе Никоне устроен новый иконостас, точно следовавший сложившейся пятиярусной схеме, а в Архангельском соборе Московского Кремля при очень большом размере икон не сделан пятый праотеческий чин. По-видимому, его посчитали не вписывающимся в пространство и не стали уменьшать размеры других рядов икон.
Иконостас в Архангельском соборе был сделан позднее, чем в Успенском, и содержит важное нововведение. В нём праздничный ряд перенесён под деисусный чин и находится гораздо ниже, сразу над местным чином. Причиной этому могло послужить желание приблизить мелкие иконы праздников к рассматривающим их верующим. Новое расположение праздников с этого времени стало общепринятым.
Ещё одним новшеством стал деисус с 12 апостолами вместо прежних чинов, куда входили святители, мученики и столпники. Введение «апостольского» деисуса было сделано патриархом Никоном по примеру греческого обычая, сложившегося к тому времени.

### Изменения иконостаса во 2-й половине — конце XVII века
В конце XVII века в русском искусстве появился московский или нарышкинский стиль. За короткий период с конца 1680-х по начало 1700-х годов в этом стиле было построено очень много церквей, а также несколько крупных соборов. Одновременно схожие по характеру постройки возводились Строгановыми и Голицыными. Новая архитектура храмов вызвала и изменения в оформлении иконостаса.

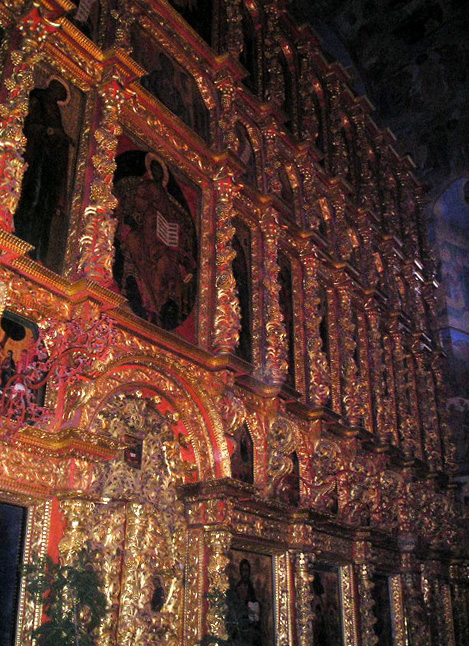
Иконостас в Ипатьевском монастыре

Ещё патриарх Никон пользовался услугами украинских и белорусских резчиков, принёсших в Россию новую форму резьбы. Виртуозная ажурная барочная резьба, названная флемской (от нем. flämisch — фламандский) происходила из Голландии и Фландрии. В новой объёмной резьбе преобладали натуралистические растительные мотивы, прежде всего виноградной лозы, а затем и других растений. Витые колонны с капителями, увитые лозой и несущие антаблемент, заменили старые русские столбики и тябла. Таким образом, весь иконостас приобрёл форму ордерной системы. Сохранилось много примеров 5-ярусных, традиционных иконостасов, заключённых в новое обрамление. Например, в Смоленском соборе Новодевичего монастыря в Москве и в Троицком соборе Ипатьевского монастыря в Костроме, во многих церквях Ярославля.
В храмах нарышкинского стиля новые декоративные формы пришлись как раз к месту. Иконостас в них превратился в пышную позолоченную раму с красочными вкраплениями икон, господствующую в интерьере храма, так как она контрастировала с нерасписанными белыми стенами. При этом последовательность вертикалей и горизонталей ордерной системы начинает намеренно нарушаться. Иконы делаются не прямоугольной, а круглой, овальной или гранёной формы. Из-за недостатка места, фигуры предстоящих апостолов и пророков могут объединяться по трое-шестеро в одной иконе. Весь иконостас начинает напоминать чудесный райский сад, в котором пребывают образы святых. Подобные иконостасы очень похожи на убранство украинских церквей XVII века.
В высоких интерьерах церквей, построенных по типу восьмерик на четверике, иконостас вытягивается до самого свода, сужаясь кверху, как, например, в церкви Покрова в Филях в Москве. Более традиционные иконостасы с ровными рядами отдельных икон, заключённых в ордер, устраиваются в больших столпных пятиглавых соборах, например Успенский собор Рязани и Троицкий собор во Пскове.

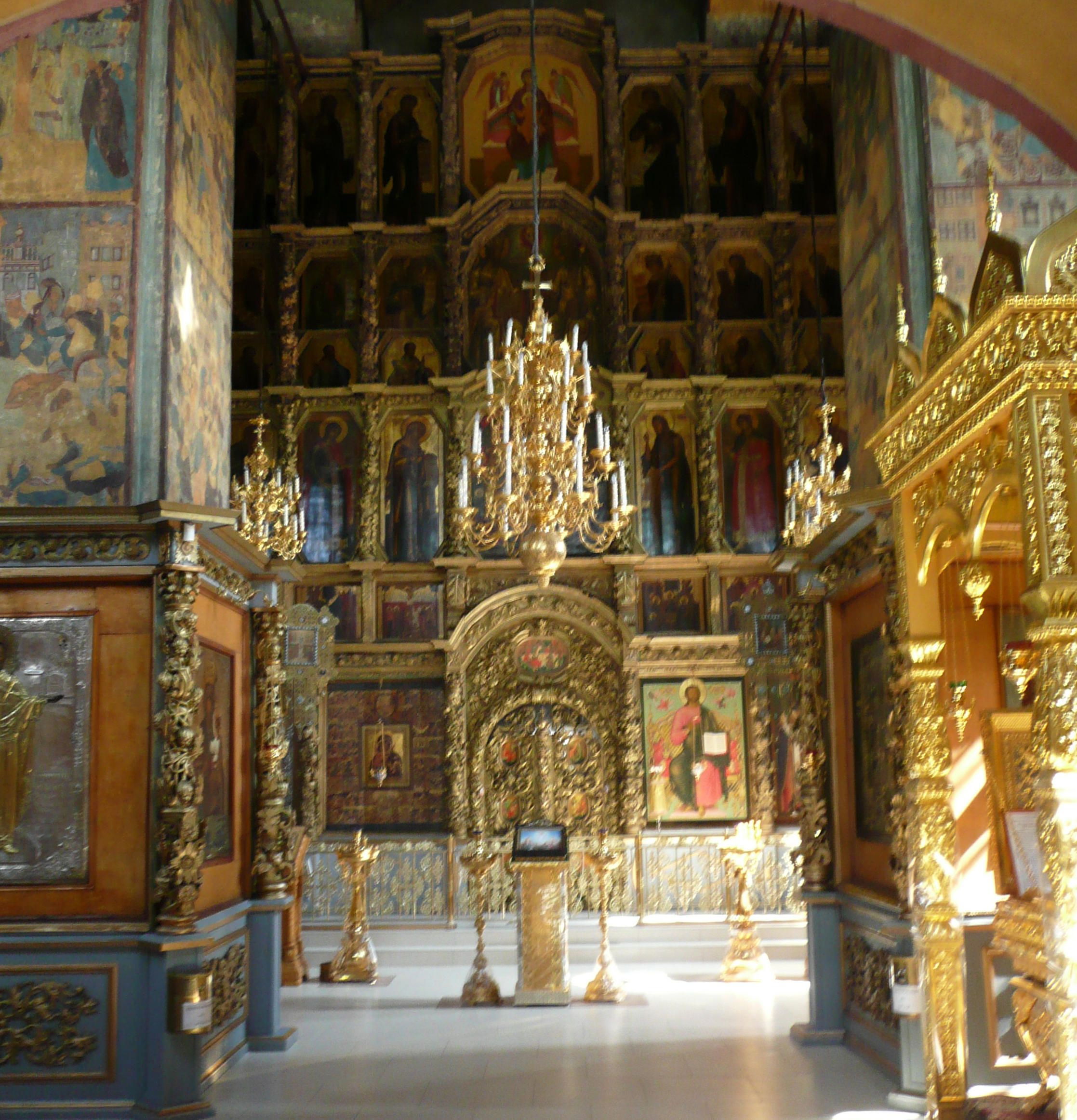
Иконостас одной из ярославских приходских церквей XVII века

Помимо 5 сложившихся чинов, в иконостасах конца века появляются 6 и 7 ряды. В них помещаются иконы страстей Христовых и страстей апостольских (то есть их мученической кончины). 6,7 ряды помещаются в самом верху иконостаса. Они есть в уже приведённых иконостасах и в некоторых других (Большом соборе Донского монастыря в Москве). Тематика их происходит опять-таки из украинского искусства, где была очень распространена. Крайне редко, в связи с особенностями конструкций отдельных храмовых зданий, верхние ярусы страстей Христовых и страстей апостольских разбивались ещё на два яруса каждый. Один из таких 9-ти ярусных иконостасов сохранился в московской церкви Троицы в Останкине (ок. 1692 г.).
Наиболее необычным дополнением к рядам иконостаса стали изображения дохристианских языческих философов, поэтов (Сократа, Платона, Вергилия и др.) и сивилл, помещавшиеся у самого пола под иконами местного ряда. Считалось, что они хотя и не знали Христа, но стремились к познанию Бога. Их изображения сопровождались цитатами из их книг, в которых по мысли иконописцев встречались пророчества о Христе. Иногда это имело основание, как например у римского поэта Вергилия, но встречались и вырванные из контекста слова и курьёзные глупости. К ним можно отнести нелепое включение в этот ряд эллинских богов, в уста которых вкладывались слова о Христе.
Таким образом к началу XVIII века иконостасы в России достигли своего максимального размера. Их содержание стало чрезмерным. Дополнения нарушали ясную иконографическую структуру 5-ярусного иконостаса. Резко выросло декоративное оформление иконостаса, превратившее его в архитектурное произведение.

### Русские иконостасы синодального периода

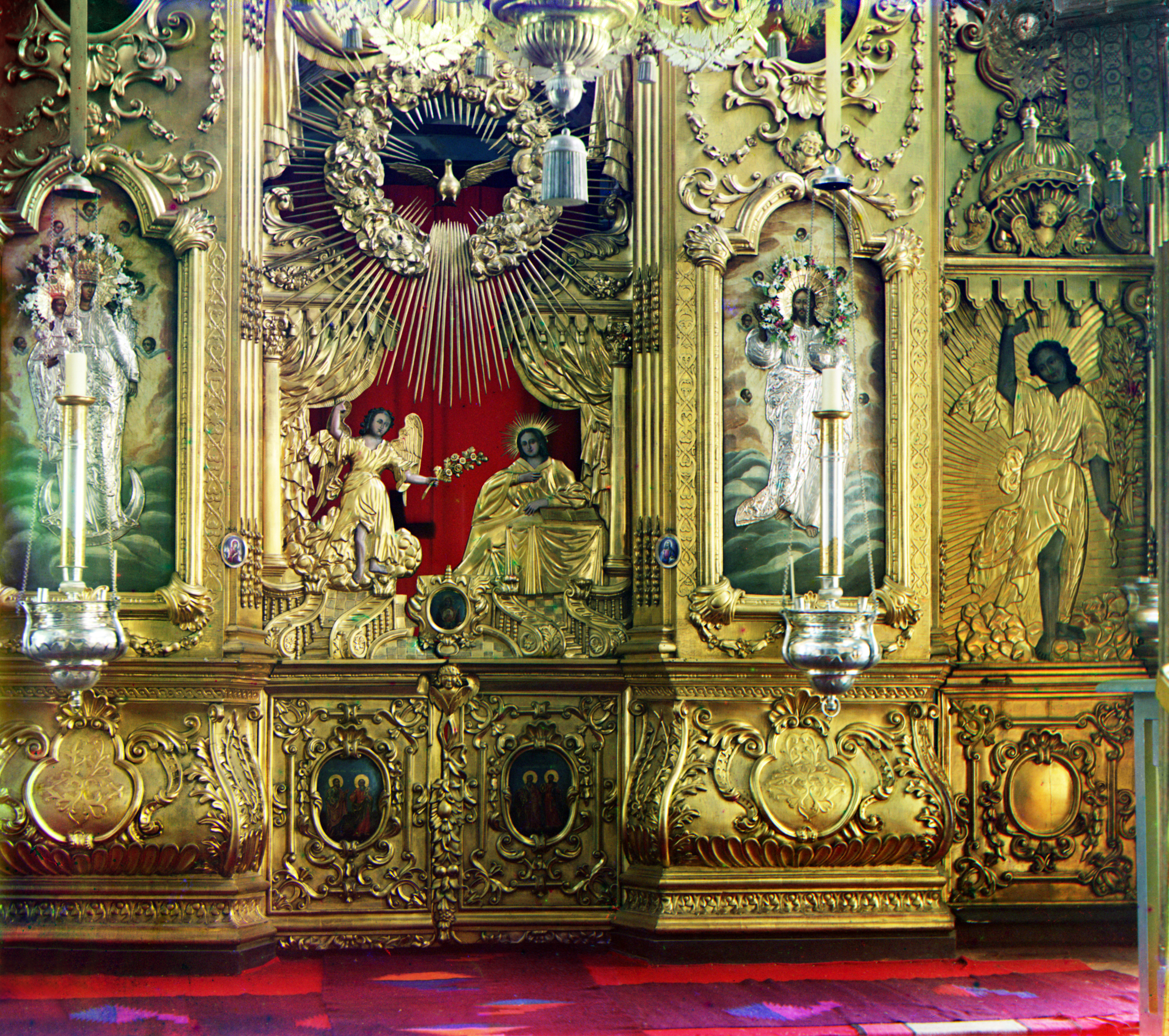
Иконостас церкви св. Николая Чудотворца, Ростов Великий
Фото С. М. Прокудина-Горского, 1911 год

Церковное искусство петровской эпохи отличается радикальностью новшеств, по сравнению с которыми середина XVIII века более связана со старой традицией. Архитектура и живопись России начинает активно усваивать западноевропейские формы. Однако этот процесс затронул прежде всего искусство столиц — Санкт-Петербурга и Москвы. В провинции формы церковного убранства ещё долго сохраняли черты конца XVII века.

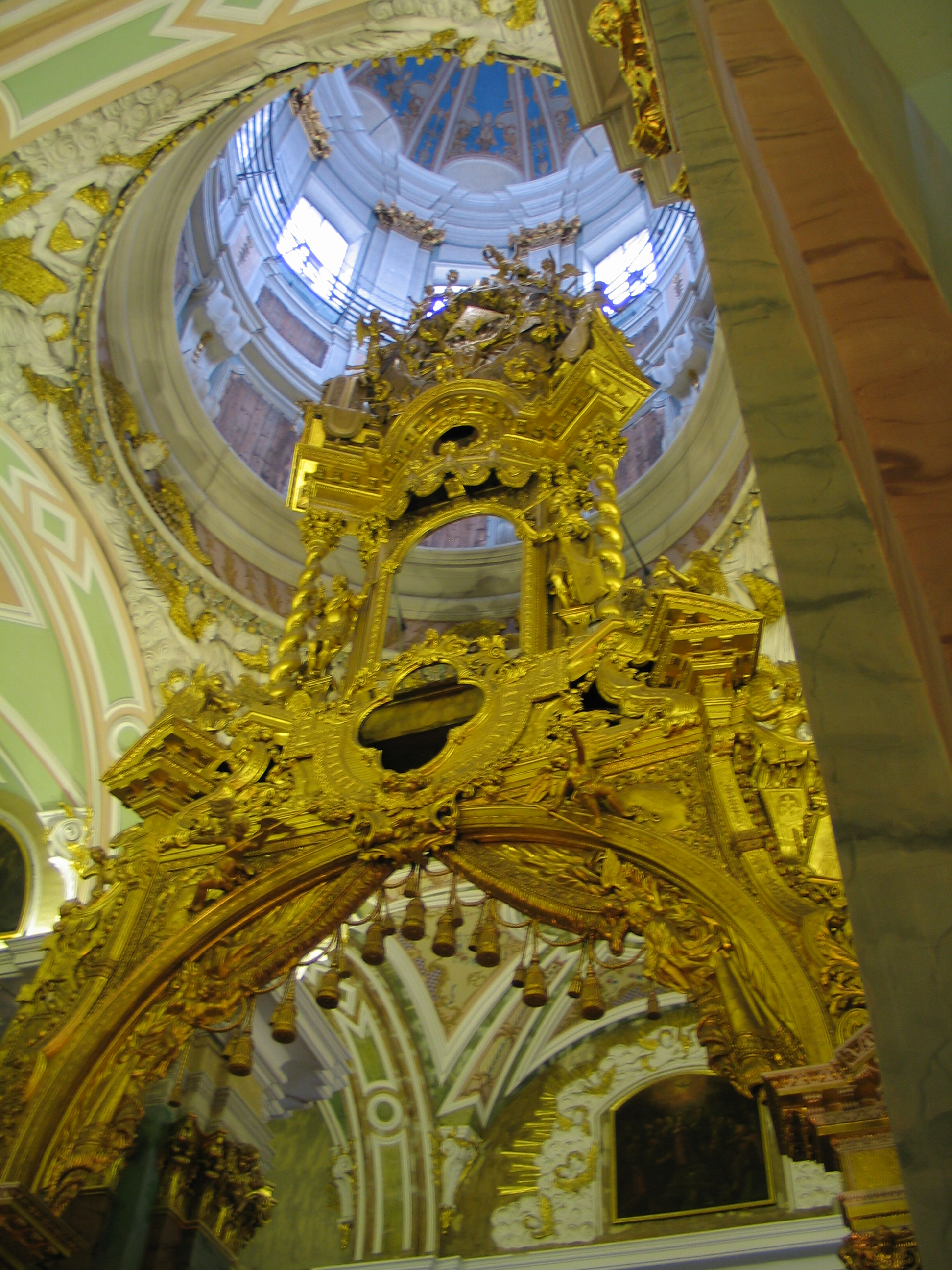
Иконостас Петропавловского собора в Санкт-Петербурге. 1722—1726 гг. Центральная часть (иконы вынуты на реставрацию)

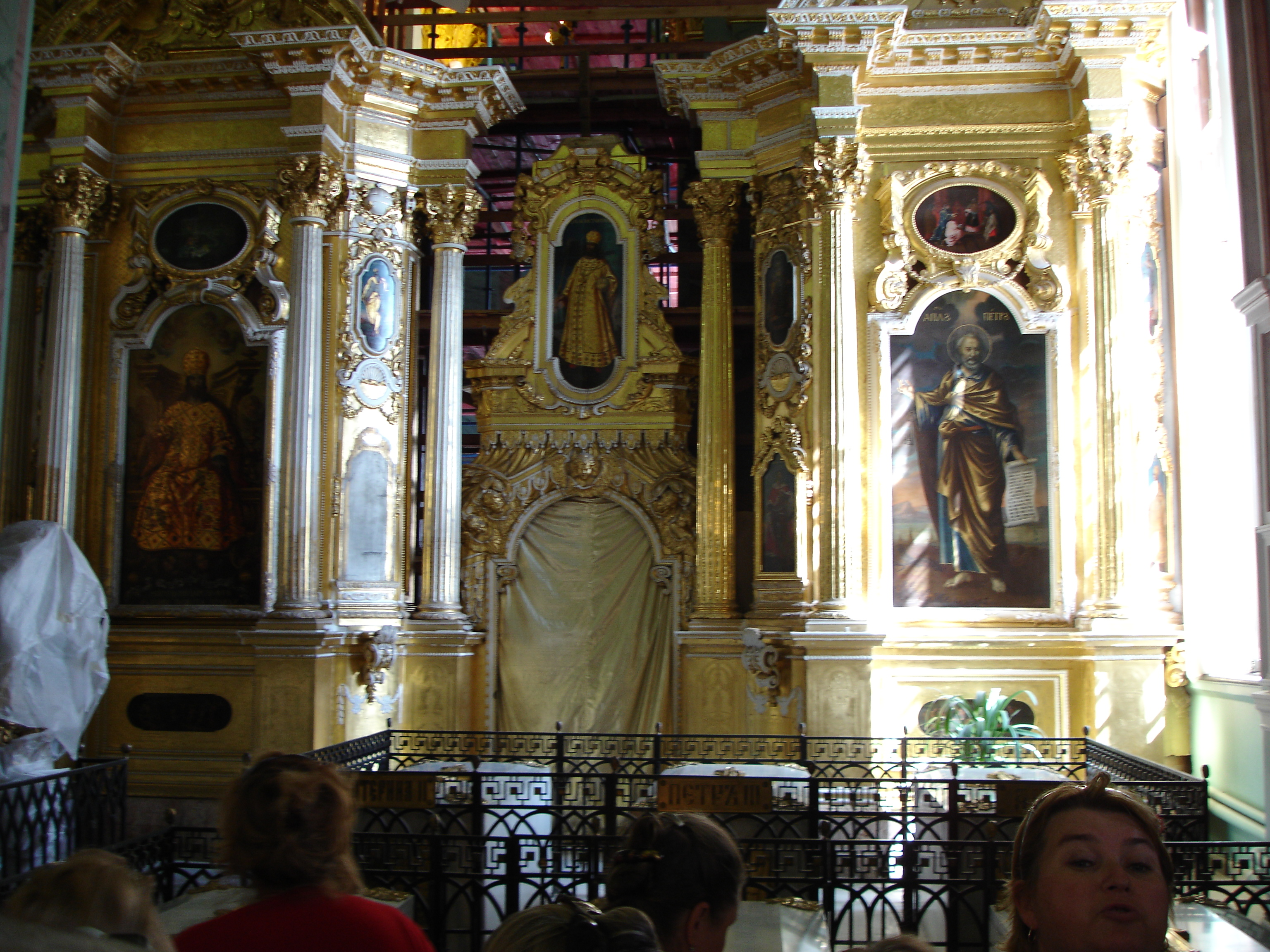
Иконостас Петропавловского собора в Санкт-Петербурге. Правая сторона.

Известнейшим памятником времени Петра I является иконостас Петропавловского собора в Петербурге, созданный в 1722—1726 годах. Основное решение принадлежало Д. Трезини, архитектору самого собора. Иконостас был выполнен резчиками во главе с И. Зарудным.
Он решён в форме триумфальной арки, подобной тем, что строились тогда на время празднования военных побед. Проём царских врат сделан необыкновенно большим, что позволяет видеть пространство алтаря с сенью над престолом. Небольшое количество икон вставлено в пышное архитектурное обрамление, существенно отличающееся от «флемской» резьбы в нарышкинских церквях. Таким образом, иконостас окончательно превратился в архитектурное произведение. Живопись не занимает в нём господствующего положения, кроме того иконостас намеренно не закрывает алтарь сплошной стеной.

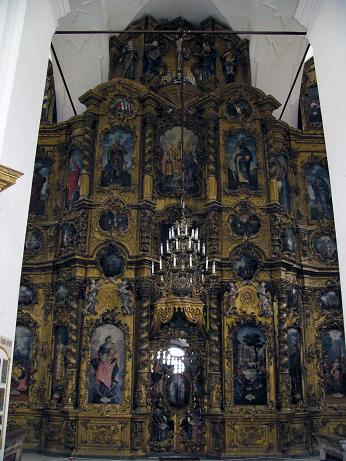
Иконостас в Троице-Гледенском монастыре в стиле барокко

Иконографическая программа Петропавловского иконостаса тонко продумана и отражает не только церковные догматы, но и политические идеи. Например, икона Воскресения Христова над царскими вратами связана с военными победами России, а сень над престолом напоминает сень в соборе святого Петра в Риме. Элементы традиционных иконографий собраны здесь в необычном порядке. Например, рельефное изображение на царских вратах апостолов со Христом в храме-ротонде с образом Богоматери в мандорле, вызывающее ряд иконографических ассоциаций, несёт в себе специально придуманный идейный замысел. Иконы дополнены здесь объёмной скульптурой — Архангелами по сторонам царских врат, царями Давидом и Соломоном по бокам от центральной иконы Воскресения, сонмом ангелов вокруг Господа Саваофа в завершении иконостаса.
Ордер и резные рамы становятся неотъемлемым оформлением иконостасов барочных церквей. Иконостас продолжает архитектурное оформление интерьера. Серьёзно изменилась и сама иконопись. Иконы чаще стали исполняться художниками, прошедшими европейскую выучку, старая же иконопись уходит в провинцию и приобретает характер ремесла. Широко распространилась деревянная позолоченная или раскрашенная скульптура. Она могла исполняться как в натуралистической европейской манере, так и в более народном варианте, продолжая традиции древнерусской деревянной скульптуры. В виде рельефа или иногда объёмных фигур стали исполняться изображения евангелистов на царских вратах, а также венчающее иконостас Распятие с предстоящими.
В середине XVIII века иконостасы возвращаются к более традиционной форме высокой сплошной стены с рядами икон. Так были решены иконостасы в дворцовых церквях, построенных Б. Растрелли (в настоящее время они почти полностью утрачены). Сохранился иконостас Николо-морского собора в Петербурге. Он отличается чрезмерной пышностью архитектурного убранства, состоящего из увитых гирляндами колонн, раскрепованных антаблементов, лучкового фронтона, волют, скульптурных фигур. Состав икон здесь очень скуден и ограничивается только ключевыми моментами: образами местного ряда, «Тайной вечерей» над царскими вратами, «Спасом на престоле», «Распятием» в завершении.

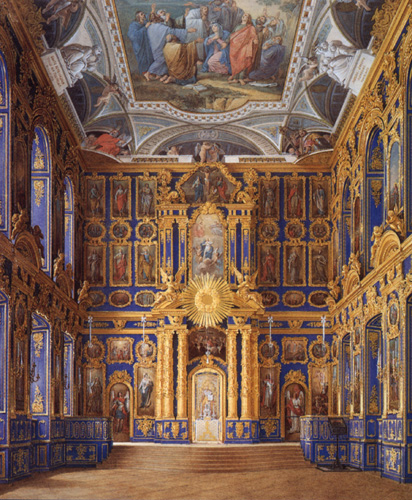
Дворцовая церковь в Екатерининском дворце Царского села. Гравюра А. Ухтомского, XVIII в.

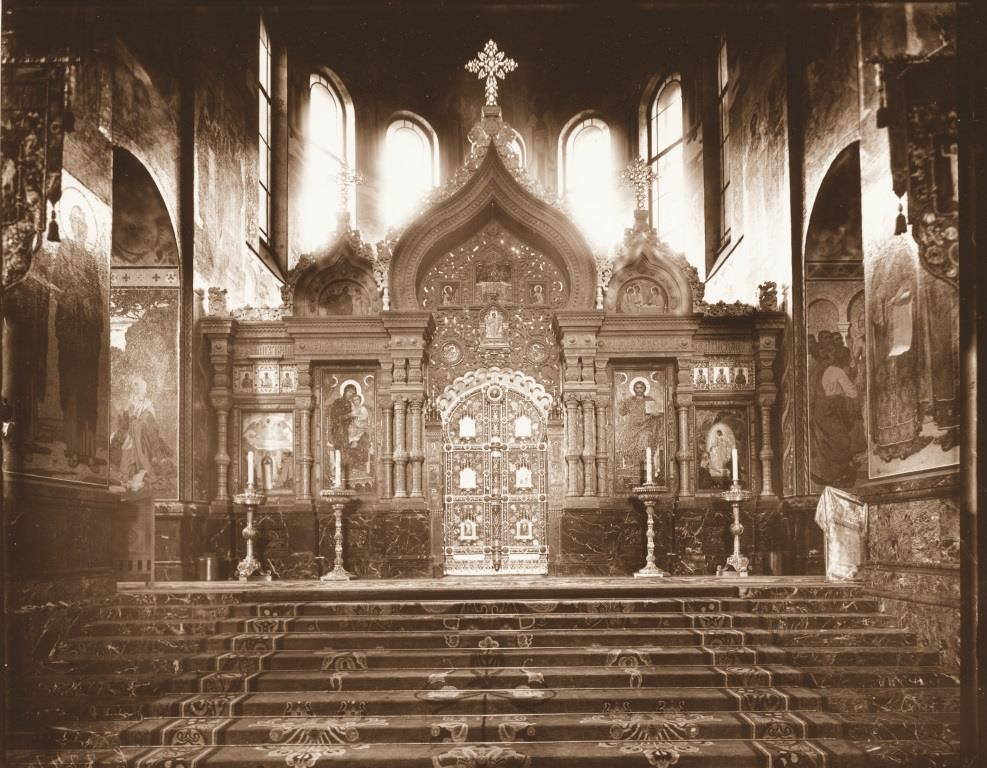
Петербург. Иконостас Спаса на Крови, 1907 год.

Из московских произведений сохранился иконостас работы Д. Ухтомского, происходящий из церкви св. Параскевы на Пятницкой (разрушена). Сейчас он установлен в Смоленской церкви Троице-Сергиевой Лавры, согласуясь с её яркой барочной архитектурой. Иконостас состоит из углублённых и выступающих частей, прямых и изогнутых плоскостей, создающих эффект вибрации пространства. Он декорирован пилястрами, антаблементами с тяжёлыми карнизами. Иконы заключены в резные рамы и дополнены статуями ангелов.
Хотя здесь и в других иконостасах иконы располагаются в несколько рядов, их сюжеты уже не обязательно образуют деисусный, пророческий и праотеческий чины. Часто в центр иконостаса, где обычно расположена икона Спаса на престоле, помещается «Воскресение Христово». Иконы предстоящих могут сменяться сюжетами Евангелия, Деяний апостолов, Ветхого Завета. Таким образом традиционный иконографический состав иконостаса либо разрушается, заменяясь свободной подборкой икон, либо все же сохраняется в силу традиции.
Большие многоярусные иконостасы в стиле барокко с теми же особенностями (ордер, резьба, скульптура) сохранились в Переславле-Залесском (собор Горицкого монастыря) и в Успенском соборе Владимира. Последний был создан по указу Екатерины II и заменил собой старый иконостас Андрея Рублёва и Даниила Чёрного (XVIII век отличался непониманием и небрежностью к произведениям предшествующих эпох. Убранство и иконы древнерусского стиля старались заменять на новые, отвечающие вкусу к европейскому, а точнее итальянскому искусству).
Классицизм, сменивший с 1760-х годов в России барокко, вызвал соответствующие изменения и в декоре иконостасов. Однако помимо простой замены черт одного стиля другим в период классицизма появились и новые композиционные решения иконостасов. Интересны проекты М. Ф. Казакова, построившего многие из церквей Москвы конца XVIII-начала XIX вв. Например, им был спроектирован иконостас усадебной Спасской церкви в Рай-Семёновском. Хотя его замысел не был полностью выполнен, а в советское время иконостас полностью погиб, сохранился исполненный М. Ф. Казаковым офорт-проект. По нему иконостас представлял собой огромную классическую триумфальную арку с коринфскими колоннами. Арку должен был венчать широкий треугольный фронтон с «Тайной вечерью». Над колоннами предполагалось поставить скульптурные группы. Низкие царские врата оставляли хорошо обозримым алтарь с сенью-ротондой и закреплённым сверху образом Господа Саваофа. Иконостас был выполнен из мрамора и металла, дерево не применялось. Количество икон стало минимально, а их размеры невелики. Весь замысел иконостаса заключался в эффектном архитектурном решении.

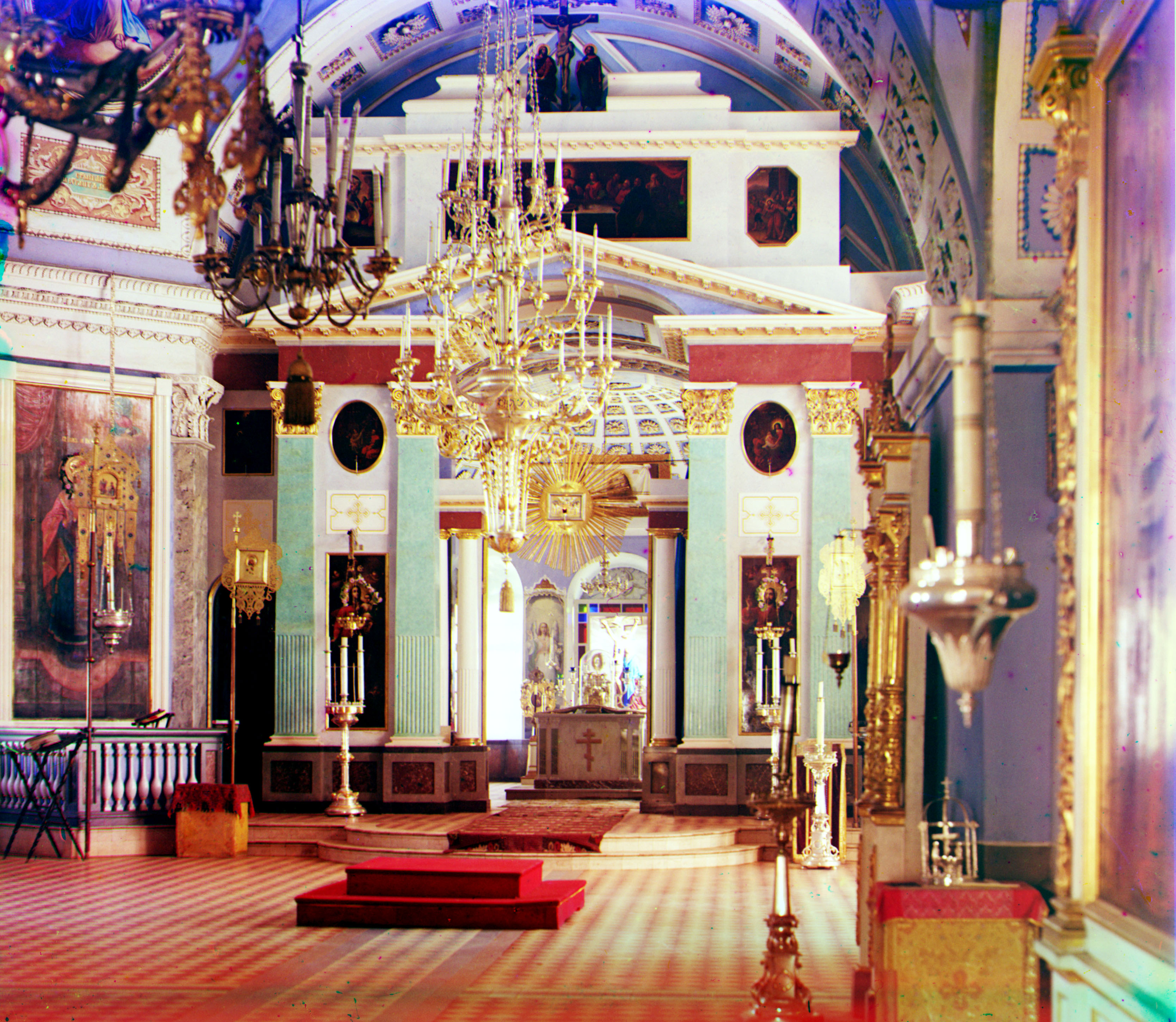
Иконостас храма святителя Димитрия в Спасо-Яковлевском монастыре. Ростов. XIX век

Тема триумфальной арки при входе в алтарь получила своё развитие. В 1834—1836 годах О. И. Бове возвёл в Москве новый центральный придел для церкви иконы Богоматери «Всех скорбящих радость», придав храму форму ротонды. Храм стал одним из известных памятников стиля ампир. Центральная часть иконостаса решена в виде свободно стоящей арки на колоннах. Арка почти лишена изображений, сверху на ней поставлено живописное «Распятие» с фигурами предстоящих. Сам же иконостас представляет собой стоящую под аркой одноярусную преграду из икон местного ряда.
Одновременно в Даниловом монастыре Москвы О. И. Бове построил Троицкий собор, также спроектировав для него иконостас. Троицкий собор имеет более традиционный прямоугольный объём, разделённый внутри пилонами, несущими купол. Здесь арка иконостаса удачно вписана в арочный проём центрального алтаря, сливаясь с архитектурой интерьера. Между несущими арку колоннами поставлена преграда с иконами местного чина и праздниками. Сама арка покрыта рядами медальонов с иконами. Центральная часть преграды плавно углублена и завершается широким полукружием. Таким образом выделены царские врата и икона «Тайная вечеря» над ними.
В XIX веке было создано много иконостасов классического стиля. Мотивы триумфальных арок, классический ордерный декор и треугольные фронтоны можно было увидеть во многих столичных и провинциальных храмах. Иконографическое содержание таких иконостасов часто оставалось очень скудным.

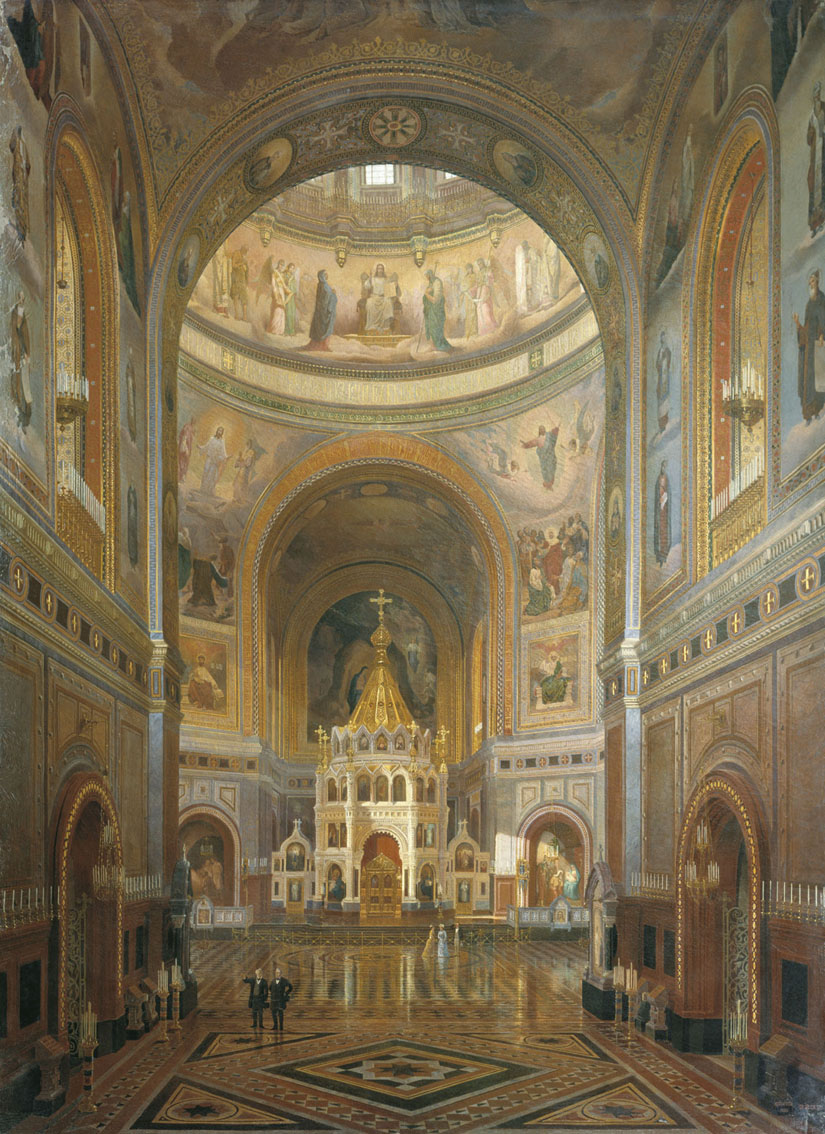
Клагес Ф. А. Внутренний вид Храма Христа Спасителя. Картина 1883 года

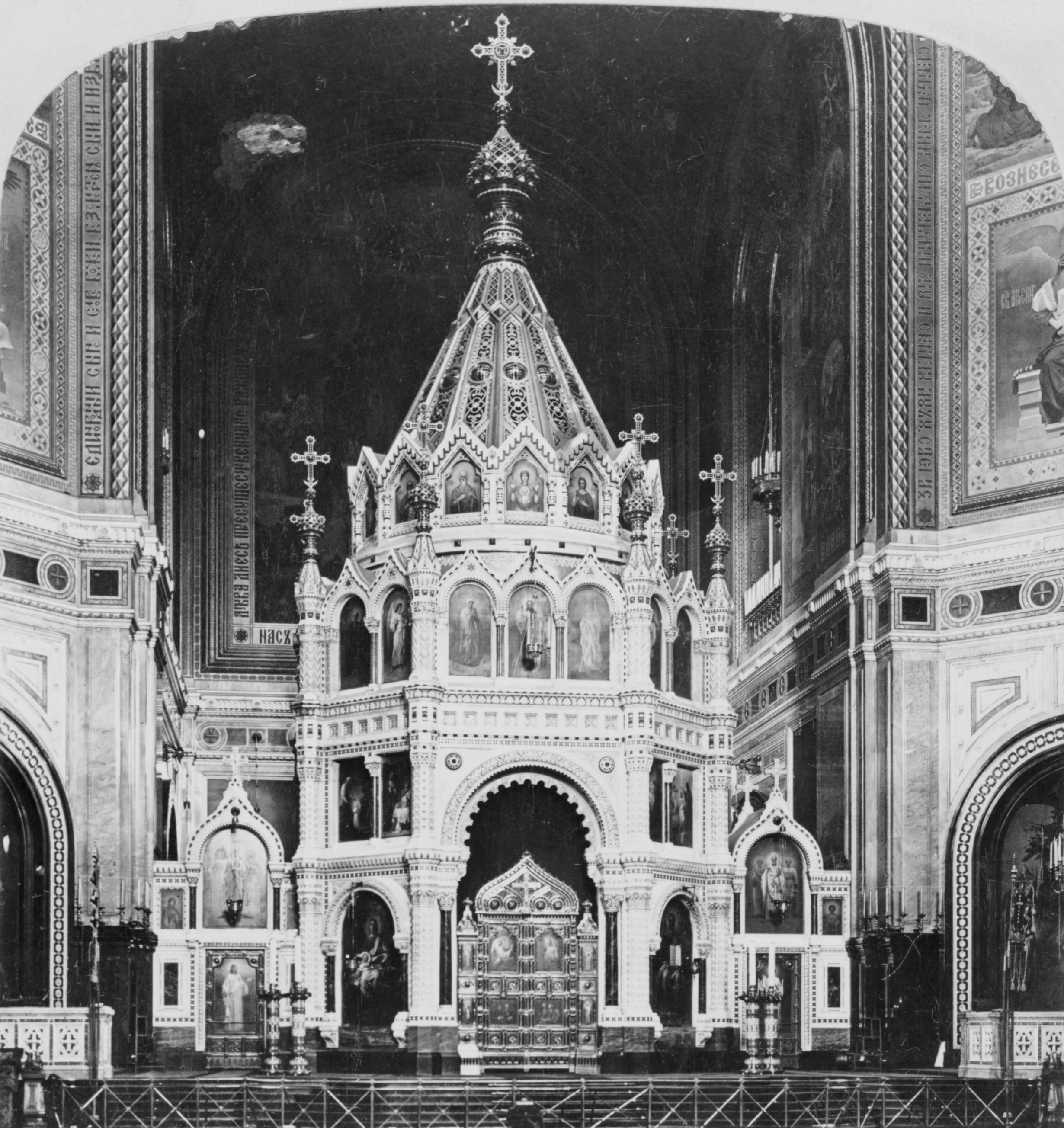
Храм Христа Спасителя. Главный иконостас. Фото 1902 года

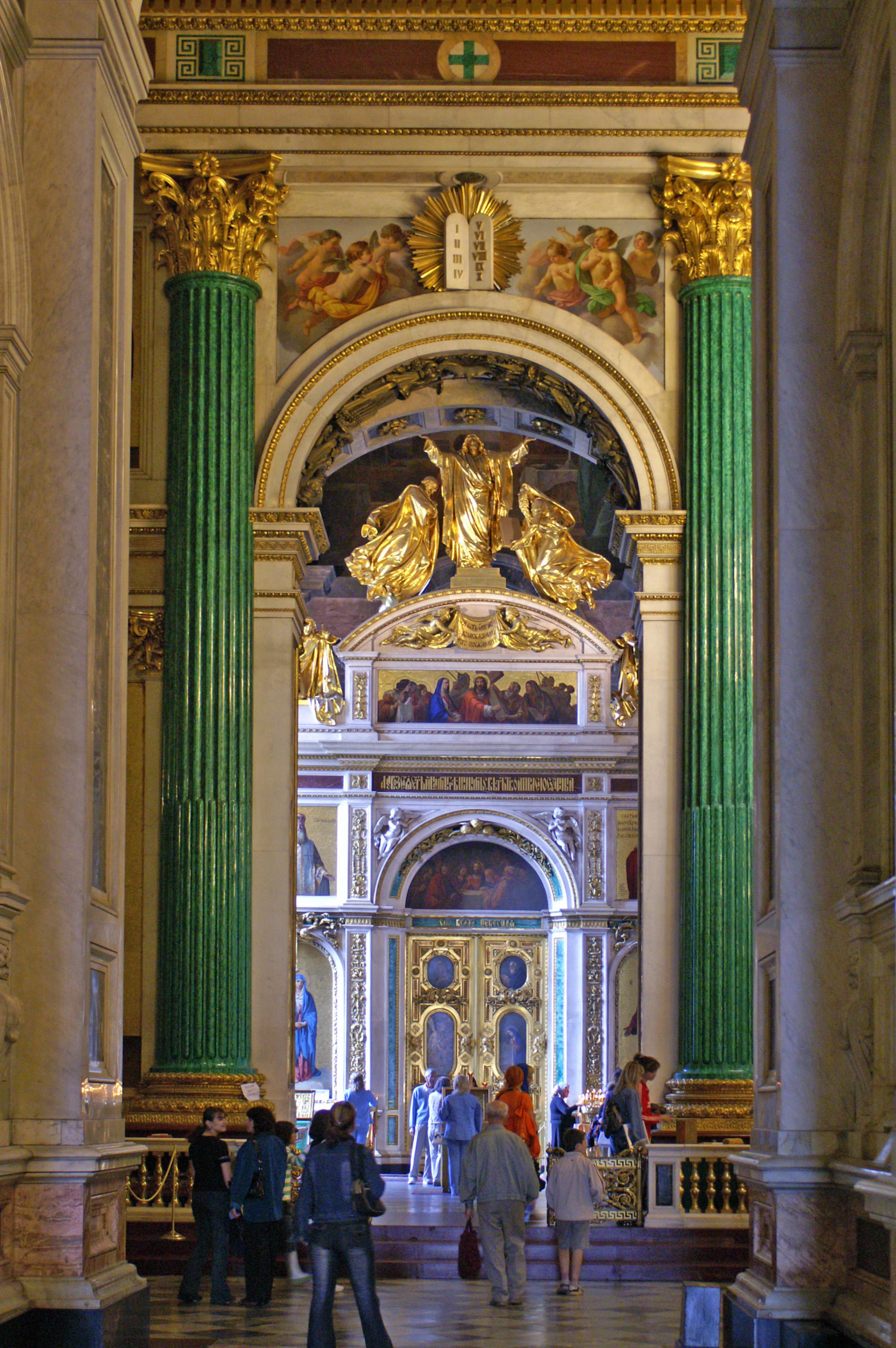
Исаакиевский собор. Иконостас северного придела (вид через проём главного иконостаса)

Известнейшим памятником позднего классицизма в Петербурге стал освящённый в 1858 году Исаакиевский собор. Последние два десятилетия его строительства ушли на создание росписей и иконостасов, задуманных архитектором собора О. Монферраном и созданных большой группой мастеров академии художеств. Проекты и эскизы для главного собора столицы проходили критику и одобрение святейшим синодом и императором. Некоторые черты архитектуры центрального иконостаса были взяты из описания предшествующих новому храму построек. Иконостас получил форму сплошной стены, поднимающейся до самых сводов. Нижние два ряда икон (местный чин иконостаса) заключены между огромными малахитовыми колоннами портика. Дуга высокой арки царских врат поддерживается двумя лазуритовыми колоннами меньшего размера. Над аркой помещены вызолоченные статуи сидящего Христа с Богоматерью, Иоанном Крестителем и ангелами (то есть деисус). Над антаблементом портика установлена «Тайная вечеря» по сторонам от которой образы пророков. Венчает иконостас «Гефсиманское моление Христа» («Моление о чаше») и скульптурные ангелы, держащие крест. Таким образом даже при огромной величине иконостаса состав его икон оставался ограниченным. Иконы праздников, отсутствующие в иконостасе, расположились в самом храме у несущих пилонов. Интересно исполнение икон, базирующихся на академической школе, но выполненных на золотом фоне. Более того, иконы местного ряда сделаны в технике мозаики, повторяя живописные прототипы.
Уже с 1830-х годов в русской архитектуре наступает период эклектики. В храмовом строительстве новая эпоха повлекла создание «русского» стиля, ведущим архитектором которого был К. Тон. Освящённый в 1883 году Храм Христа Спасителя в Москве был главной, но не единственной его храмовой постройкой. Оставаясь зависим от форм классической архитектуры К. Тон привнёс в свои постройки черты древнерусского зодчества в той степени, в которой мог тогда иметь о них представление. Оригинальным решением выделяется центральный иконостас Храма, сделанный одновременно и как сень-ротонда над престолом. В этом присутствовал древний обычай устанавливать в алтаре сени (навесы над престолом), который тем не менее активно употреблялся и в классических храмах. Новым был «русский» декор, действительно содержащий мотивы колоночек, килевидных кокошников, луковичных главок. Наконец, о русской архитектуре XVI—XVII веков напоминало завершение сени шатром.
Состав икон был подобран со знанием древнерусских традиций. Всего сень имела 4 ряда икон: местный, праздничный, деисусный и пророческий с Богоматерью «Знамение» в центре. В то же время стиль икон не имел с древнерусской иконописью ничего общего, оставаясь академическим.
«Русские» мотивы в иконостасах, как и храмы русского стиля, получили широкое распространение во второй половине XIX века. Они стали начальным звеном в изучении и освоении национальной традиции. Помимо «русского» направления в храмах периода эклектики появилось и «византийское». Самый известный (и отлично сохранившийся до нашего времени) памятник византийского стиля — Владимирский собор в Киеве, освящённый в 1896 году (к 900-летию крещения Руси). Замысел его постройки, как и Храма Христа Спасителя, восходит к Николаю I и митрополиту Московскому Филарету (Дроздову). Но строительство и роспись собора пришлись уже на другую эпоху. Событием стали росписи В. Васнецова и М. Нестерова, ориентированные на древнюю иконопись, хотя по-прежнему ещё далёкие от её стиля. Иконостас собора был выполнен в форме одноярусной алтарной преграды с образами местного чина, помещёнными в арки. Арки поддерживались мраморными колоннами византийской формы. Над высоким проёмом царских врат установлен византийский крест. Введение низкой преграды было обусловлено желанием сделать видимыми росписи алтаря, включённые в цельную программу росписи храма.
В начале XX века в России распространился стиль модерн. В церковном строительстве он приобрёл особые формы. В этот период помимо многочисленных сооружений в духе эклектики некоторые строящиеся храмы получали как оригинальное архитектурное решение, так и соответствующую форму внутреннего убранства. Здесь также присутствовала либо ориентация на Византию, либо на Древнюю Русь. Но понимание как формы, так и содержания древних памятников стало гораздо глубже и серьёзнее. Лучшие иконостасы этого времени могли очень точно повторять исторические формы, обладая при этом цельным, самостоятельным образом. Делались как каменные преграды в византийском духе, так и тябловые русские иконостасы с басменным окладом. В иконописи предреволюционных десятилетий также наблюдается серьёзный интерес к традиционным технике и иконографии. К сожалению, огромное количество произведений этих лет были уничтожены вскоре же, с появлением советской власти. Редким сохранным памятником является иконостас в приделе великомученика Димитрия Солунского в Успенском соборе Москвы.

### Современные иконостасы

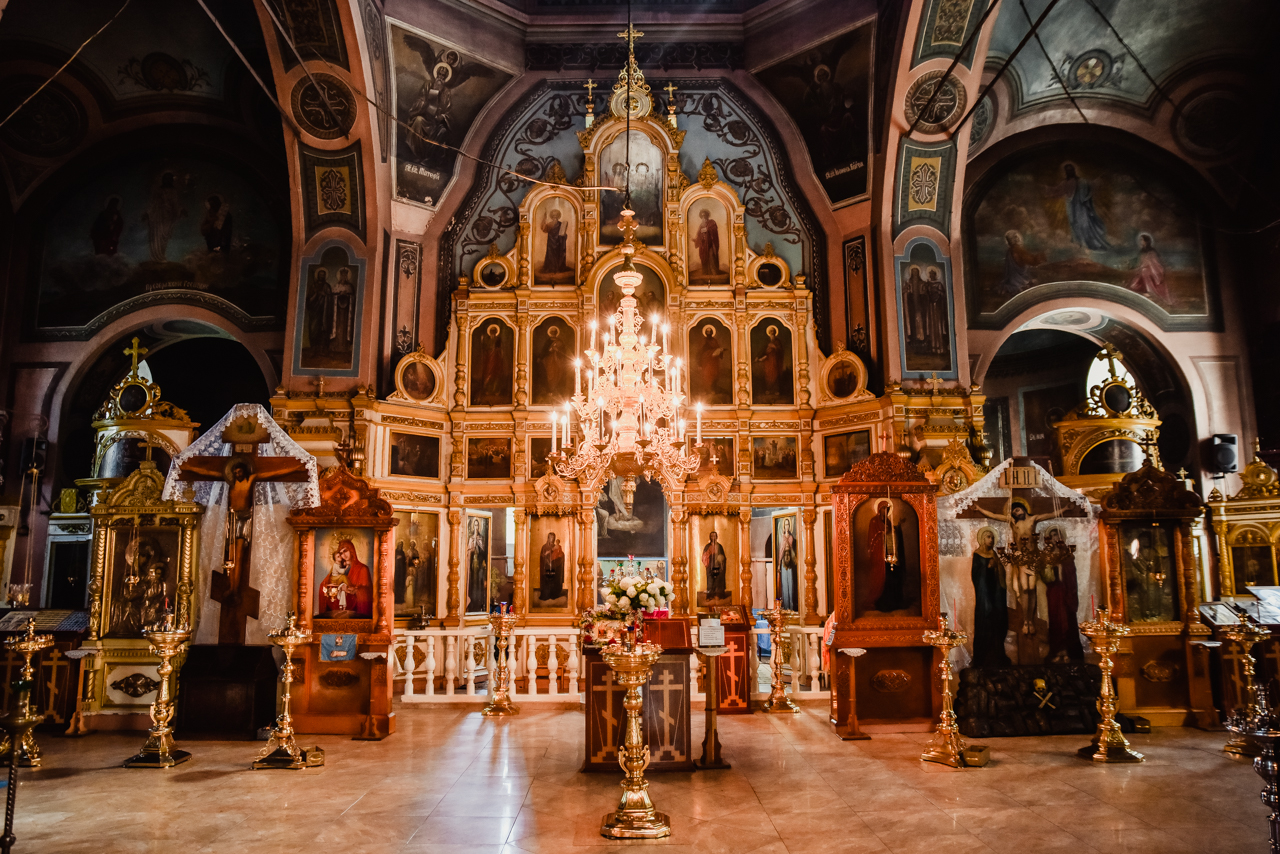
Троицкий храма села Сысоево

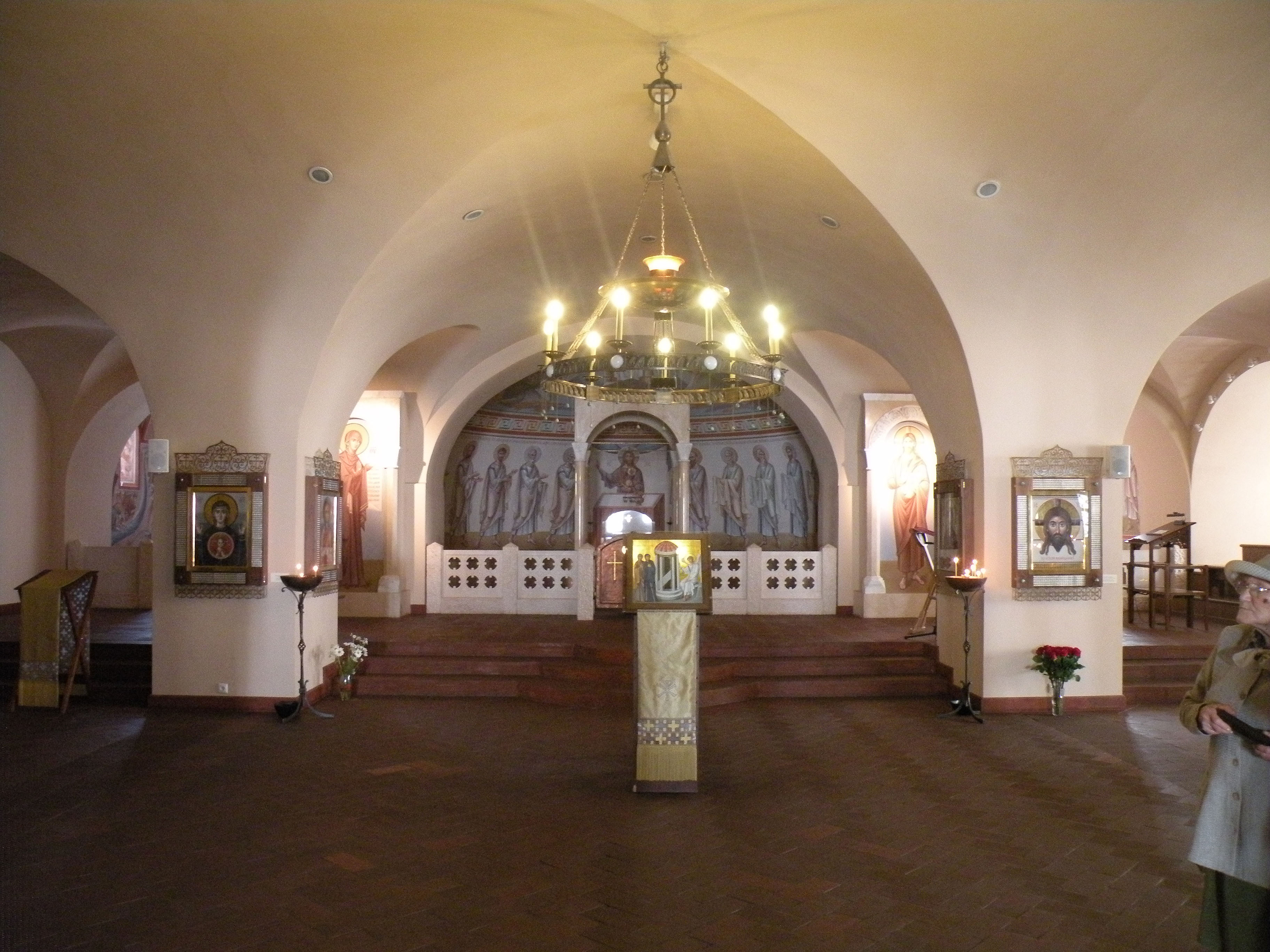
Иконостас византийского типа в нижнем храме Феодоровского собора, Санкт-Петербург

Уверенное развитие русского церковного искусства в сторону изучения и усвоения древних традиций было прервано революцией и гонением на религию и Церковь. При этом был нанесён колоссальный урон сохранившимся памятникам, в том числе уничтожено множество иконостасов последнего периода. Одновременно активизировалось научное изучение древнерусских памятников. Были сделаны важнейшие открытия, найдено и отреставрировано множество икон, прояснялась картина исторического развития иконописи.

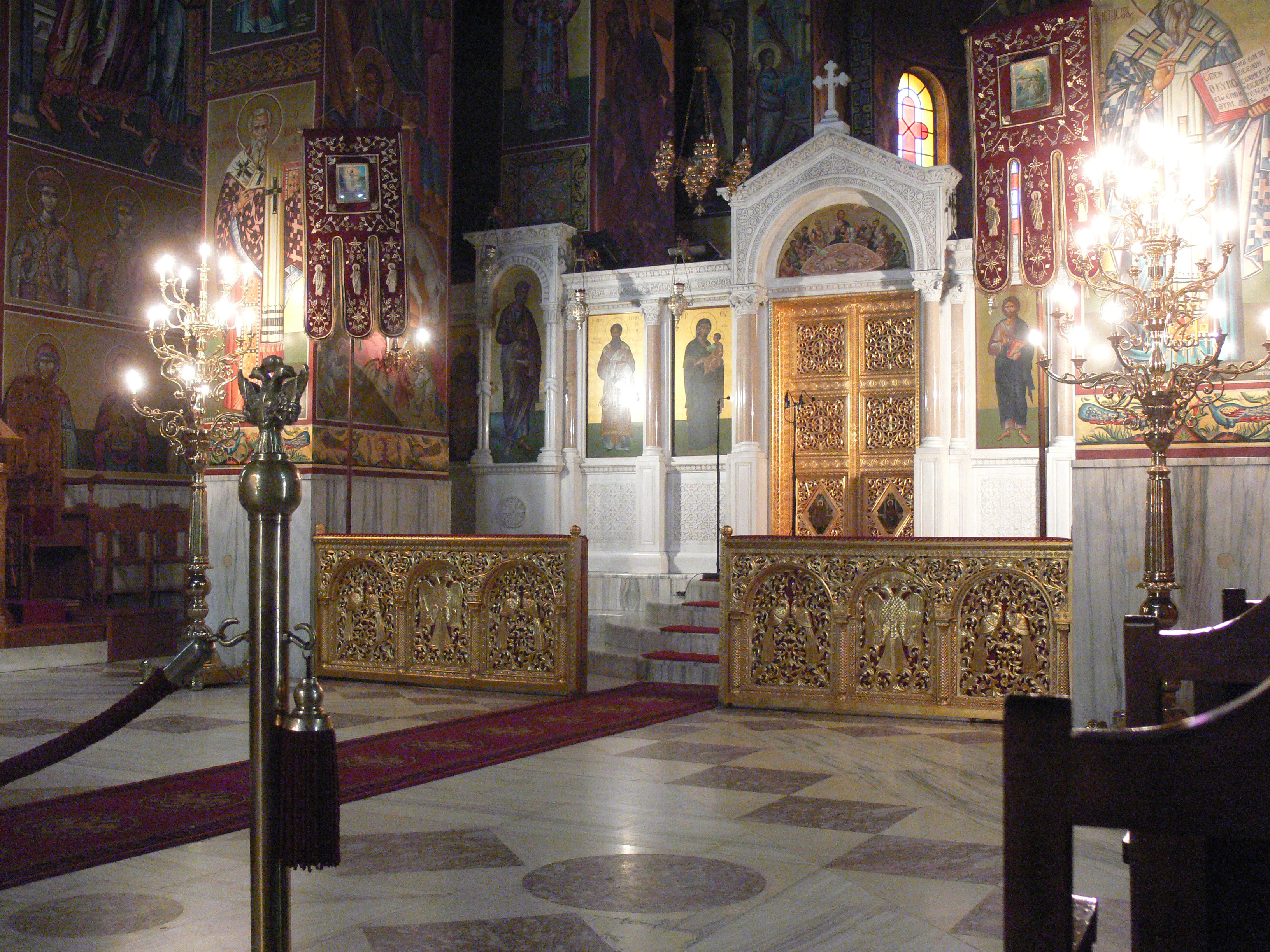
Греция. Митрополия в Фессалониках.

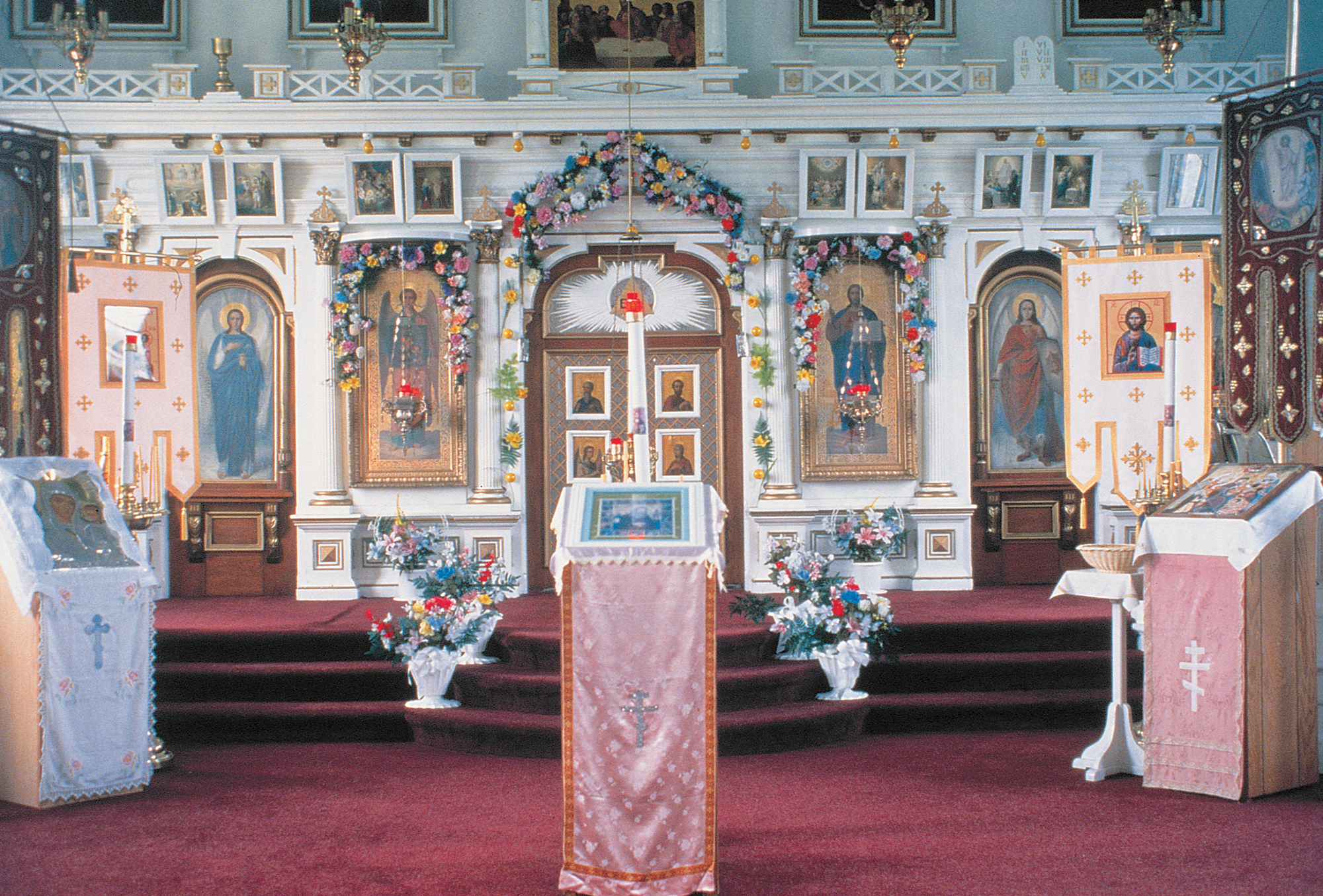
Русская церковь на Аляске. Иконостас.

Создание новых икон и убранства храмов продолжилось в русской эмиграции. Художественные работы шли как в Европе (особенно в Париже), так и в Америке. Православные приходы стали не просто пристанищем русских общин, но и начали привлекать европейцев и американцев. Во главе угла стала ориентация на стиль древних икон. Однако форма высокого иконостаса потеряла свою актуальность, более востребованной оказалась низкая алтарная преграда. На это повлияла местная традиция католичества и протестантизма. Если в ранний период в храмах Западной Европы существовали завесы и преграды, как и на Востоке, то позднее они исчезли. Для людей другой культуры полное закрытие алтаря от взоров молящихся было непривычно и непонятно. Помимо этого проблемой стало понимание иконостаса в самом православии. Иконографический состав и его смысл были во многом забыты.
Часто иконостас воспринимался как глухая стена из случайного нагромождения икон, мешающая восприятию службы. Причиной этому стал действительный упадок в построении храмового убранства синодального периода. Состав икон в иконостасах в синодальный период был либо скуден, либо искажён. Появились теоретические работы по иконописи, направленные на изучение и раскрытие смысла иконостаса и его роли для молящихся.
Современная иконопись активно развивается в Греции, на Кипре, на Балканах и в других православных странах. Иконостасы в греческих церквях следуют византийской и местной поствизантийской традиции. Они имеют форму деревянной или каменной невысокой преграды в 1—2 яруса икон.
В СССР оживление в жизни Церкви началось после Великой Отечественной войны. Начался ремонт и восстановление убранства некоторых возвращённых храмов. Знаменитая иконописная школа появилась в Троице-Сергиевой Лавре, возникшая в результате трудов крупнейшего иконописца советского времени монахини Иулиании (Соколовой). Широкой известностью пользуются работы архимандрита Зинона (Теодора), например, иконостасы в Псково-Печерском монастыре и в нижних приделах храма Отцов Семи Вселенских Соборов Данилова монастыря в Москве.
С конца 1980-х годов началось активное открытие храмов и их восстановление. В России 1990—2000-х годов ведутся колоссальные художественные работы. Создаётся множество иконостасов, как различного стиля, так и разного уровня мастерства. Пятиярусные тябловые иконостасы в стиле XV—XVI веков можно увидеть в соборе Сретенского монастыря и на Троицком подворье в Москве. Во многих храмах XVII столетия восстанавливаются иконостасы с флемской резьбой и характерной для этого периода декоративной иконописью. Некоторые мастерские выполняют виртуозную резьбу под XVIII век в стиле барокко, в том числе со скульптурой. Одним из примеров иконостаса в стиле барокко является Иконостас Свято-Георгиевского Храма во Львове — 1986 г. Интерьеры классических храмов иногда украшаются иконостасами характерных для эпохи архитектурных форм. При этом иконы могут выполняться как в академическом стиле, так и в древнерусском или византийском. В некоторых случаях древняя иконопись хорошо вписывается в классический интерьер. Иногда архитектура храма позволяет использовать форму алтарной преграды (центральный придел церкви Косьмы и Дамиана на Маросейке в Москве) или высокий древнерусский иконостас (церковь Флора и Лавра у Зацепа в Москве). Византийские формы церковного убранства также получают распространение. Они особенно актуальны в древних храмах (собор Ивановского монастыря во Пскове, церковь Покрова на Нерли). Хороший пример 2-ярусного иконостаса-преграды, вписанного в интерьер стиля классицизм, можно увидеть в церкви Троицы в Вишняках на Пятницкой в Москве.
Однако, всплеск работ по воссозданию иконостасов и устройства их в новых храмах имеет и свои отрицательные стороны. Создание иконостасов в некоторых случаях превращается в потоковое ремесло, что губительно сказывается на качестве. Это касается как архитектурного решения, так и ещё более исполнения икон. В настоящее время нет единого стилистического направления, поэтому форма и декор иконостаса, а равно стиль исполнения икон, могут быть самыми различными. Наиболее хорошие результаты даёт строгая ориентация на лучшие произведения древности, но часто основными ориентирами служат иконостасы синодального периода и периода эклектики. Особенно болезненно выглядят иконографические недостатки в построении иконостаса, искажающие его идейный смысл.
Одновременно начала набирать популярность тенденция к понижению царских врат и более «лёгкому» иконостасу или преграде. По словам протоиерея Виктора Григоренко: «Делается это для того, чтобы священник, особенно когда он служит один на приходе, не чувствовал себя оторванным от своих братьев и сестёр, а возглас „Еди́ными усты́, еди́ным се́рдцем…“ не был формальным».

## Иконографический состав высокого иконостаса
В иконостасе обычно три двери (врата), ведущие в алтарь: посредине иконостаса, прямо перед престолом — Царские врата, слева от Царских врат (по отношению к находящимся перед иконостасом) — Северные врата, справа — Южные. Боковые врата иконостаса называются диаконскими дверями. Царские врата принято открывать только во время богослужения (в русском богослужении только в определённые моменты). Через них могут проходить только священнослужители, совершая положенные богослужебные действия. Диаконские двери могут в любое время использоваться для простого (не имеющего символического смысла) входа и выхода из алтаря. Через них могут при необходимости проходить также члены церковного причта (помогающие священнослужителям при совершении службы).
Сюжеты икон в иконостасе и их порядок имеют определённые сложившиеся традиции. Иконографический состав иконостаса выражает содержание и смысл происходящего в храме богослужения. Однако некоторые сюжеты могут быть изменены, что вызвано историческим развитием иконостаса и наличием местных особенностей. Наиболее распространённый состав русского иконостаса следующий:

### Нижний ряд (или по-другому «чин») — местный

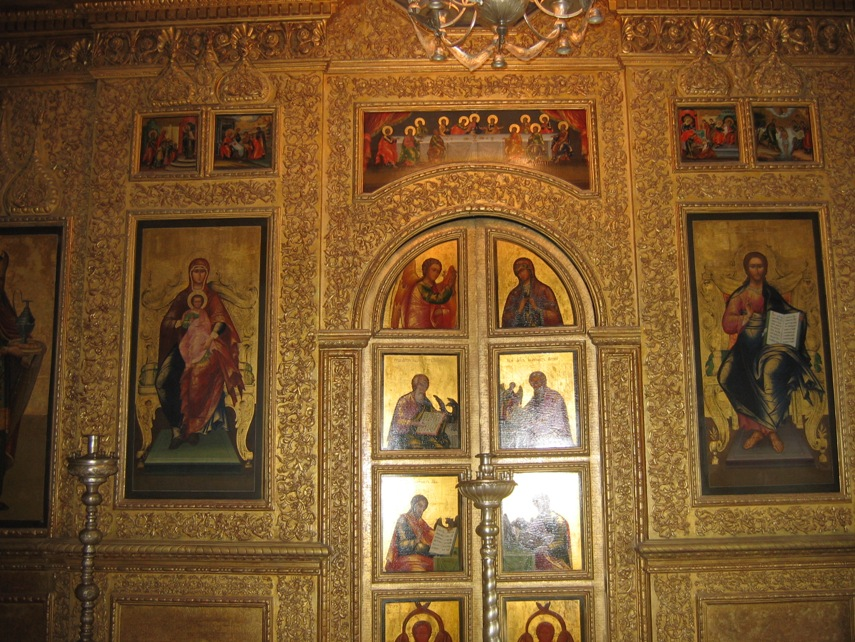
Местный ряд иконостаса придела собора Покрова-на-Рву в Москве

В нём располагаются Царские врата с изображением на двух створках Благовещения и четырёх евангелистов. Иногда изображается только Благовещение (фигуры Архангела Гавриила и Богоматери в рост). Встречаются ростовые изображения святителей, чаще всего составителей литургии — Иоанна Златоуста и Василия Великого. Обрамление Царских врат (столбики и венчающая сень) могут иметь изображения святителей, диаконов, а сверху икону Евхаристии — Причащения апостолов Христом.
Справа от Царских врат икона Спасителя, слева — икона Богоматери, изредка заменяемые на иконы господских и богородичных праздников. Справа от иконы Спасителя обычно находится храмовая икона, то есть икона того праздника или святого, в честь которого освящён данный храм.
На диаконских дверях чаще всего изображены архангелы Гавриил и Михаил, иногда святые архидиаконы Стефан и Лаврентий, могут изображаться ветхозаветные пророки или первосвященники (Моисей и Аарон, Мелхиседек, Даниил), бывает изображение благоразумного разбойника, редко другие святые или святители. Встречаются диаконские двери с многофигурными сценами на сюжеты Книги Бытия, рая и сцены со сложным догматическим содержанием.
Остальные иконы в местном ряду могут быть любые. Это определяется желанием самих создателей иконостаса. Как правило, это местночтимые иконы. Из-за этого ряд и назван местным.

### Второй ряд — деисус, или деисусный чин

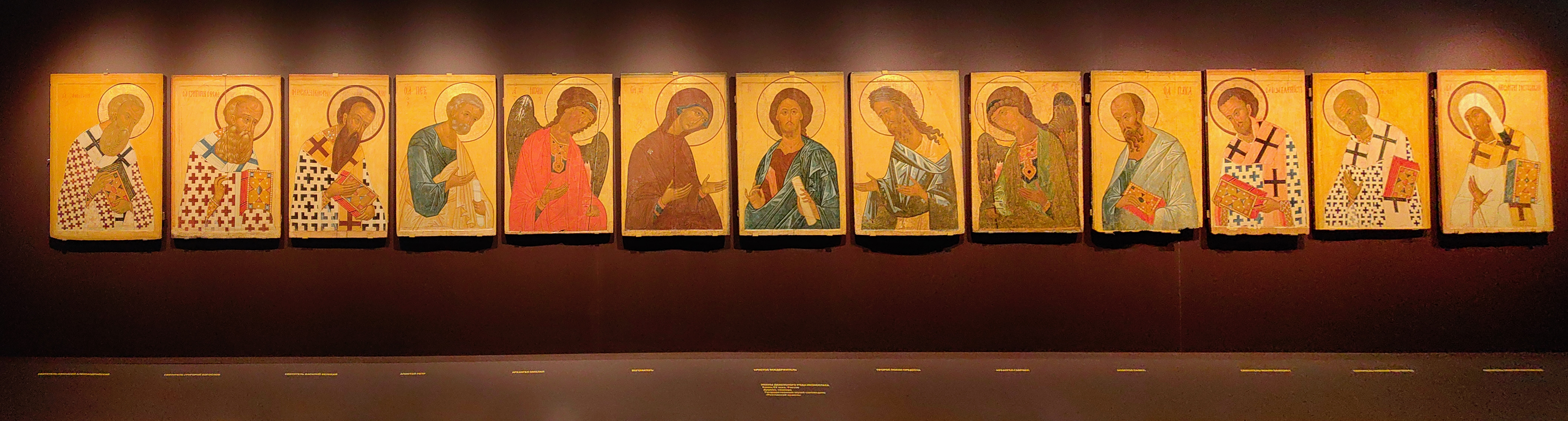
Иконы деисусного ряда на выставке в музее-заповеднике «Ростовский кремль» (конец XV века, Ростов)

Деисусный чин — главный ряд иконостаса, с которого началось его формирование. Слово «деисис» в переводе с греческого означает «моление». В центре деисуса всегда икона Христа. Чаще всего это «Спас в силах» или «Спас на престоле», в случае поясного изображения — Христос Пантократор (Вседержитель). Редко встречаются оплечные или даже оглавные изображения. Справа и слева иконы предстоящих и молящихся Христу: слева — Богоматери, справа — Иоанна Предтечи, далее архангелов Михаила (слева) и Гавриила (справа), апостолов Петра и Павла. При большем количестве икон состав деисуса может быть разным. Либо изображаются святители, мученики, преподобные и любые святые, угодные заказчику, либо изображаются все 12 апостолов. Края деисуса могут быть фланкированы иконами столпников. Изображённые на иконах деисуса святые должны быть повёрнуты в три четверти оборота к Христу, так что они показаны молящимися Спасителю.
В иконостасах позднее середины XVII века, а также во многих современных иконостасах вместо деисусного чина над местным рядом помещается праздничный чин икон, ранее всегда располагавшийся третьим. Это вероятно вызвано мелким масштабом изображений на многофигурных праздниках, которые на большой высоте хуже видны. Однако это перемещение нарушает смысловую последовательность всего иконостаса.

### Третий ряд — праздничный
В нём помещаются иконы основных событий Евангельской истории, то есть двунадесятых праздников. Праздничный ряд, как правило, содержит иконы Распятия и Воскресения Христа («Сошествие во ад»). Обычно включается икона Воскрешения Лазаря. В более расширенном варианте могут включаться иконы страстей Христовых, Тайной вечери (иногда даже Евхаристия, как над Царскими вратами) и иконы связанные с Воскресением — «Жёны мироносицы у гроба», «Уверение Фомы». Заканчивается ряд иконой Успения. Иногда в ряду отсутствуют праздники Рождества Богоматери и Введения во храм, оставляя больше места иконам страстей и Воскресения. Позднее в ряд стала включаться икона «Воздвижение Креста».
В случае, если в храме несколько приделов, в боковых иконостасах праздничный ряд может варьироваться и сокращаться. Например, изображаются только евангельские чтения в недели после Пасхи.

### Четвёртый ряд — пророческий
В нём помещены иконы ветхозаветных пророков со свитками в руках, где написаны цитаты их пророчеств. Здесь изображаются не только авторы пророческих книг, но и цари Давид, Соломон, Илья пророк и другие люди, связанные с предвестием рождения Христа. Иногда в руках у пророков изображаются приводимые ими символы и атрибуты их пророчеств (например, у Даниила — камень, самостоятельно оторвавшийся от горы как образ Христа родившегося от Девы, у Гедеона орошённое росою руно, серп у Захарии, у Иезекииля затворенные врата храма). В центре ряда обычно икона Богоматери Знамение, «заключающая в лоне Своём образ родившагося от Нея Сына», или Богоматерь с Младенцем на престоле (в зависимости от того, поясные или ростовые изображения пророков). Однако есть ранние примеры пророческих рядов без иконы Богоматери. Количество изображаемых пророков может варьироваться в зависимости от размеров ряда.

### Пятый ряд — праотеческий
В нём располагаются иконы ветхозаветных святых, в основном предков Христа, в том числе первых людей — Адама, Евы, Авеля. Центральная икона ряда — «Отечество» или позднее так называемая «Троица Новозаветная». Существуют серьёзные возражения против возможности употребления этих иконографий в православной иконописи. В частности, они были категорически запрещены Большим Московским собором 1666—1667 годов. Возражения основываются на невозможности изображения Бога Отца, попытка которого прямо делается в образе Ветхого Деньми (днями) (в древности Ветхий денми был изображением только Христа, грядущего воплотиться). Ещё одним доводом в пользу отказа от этих двух икон является искажённое в них представление о Троице. Именно поэтому в некоторых современных иконостасах центральным образом праотеческого ряда сделана икона «Троица Ветхозаветная», то есть изображение явления трёх Ангелов Аврааму. Самым предпочтительным иконографическим изводом «Троицы» признаётся икона Андрея Рублёва. Однако изображения «Отечества» и «Троицы Новозаветной» получили большое распространение и до сих пор употребляются в иконописи.

### Завершение

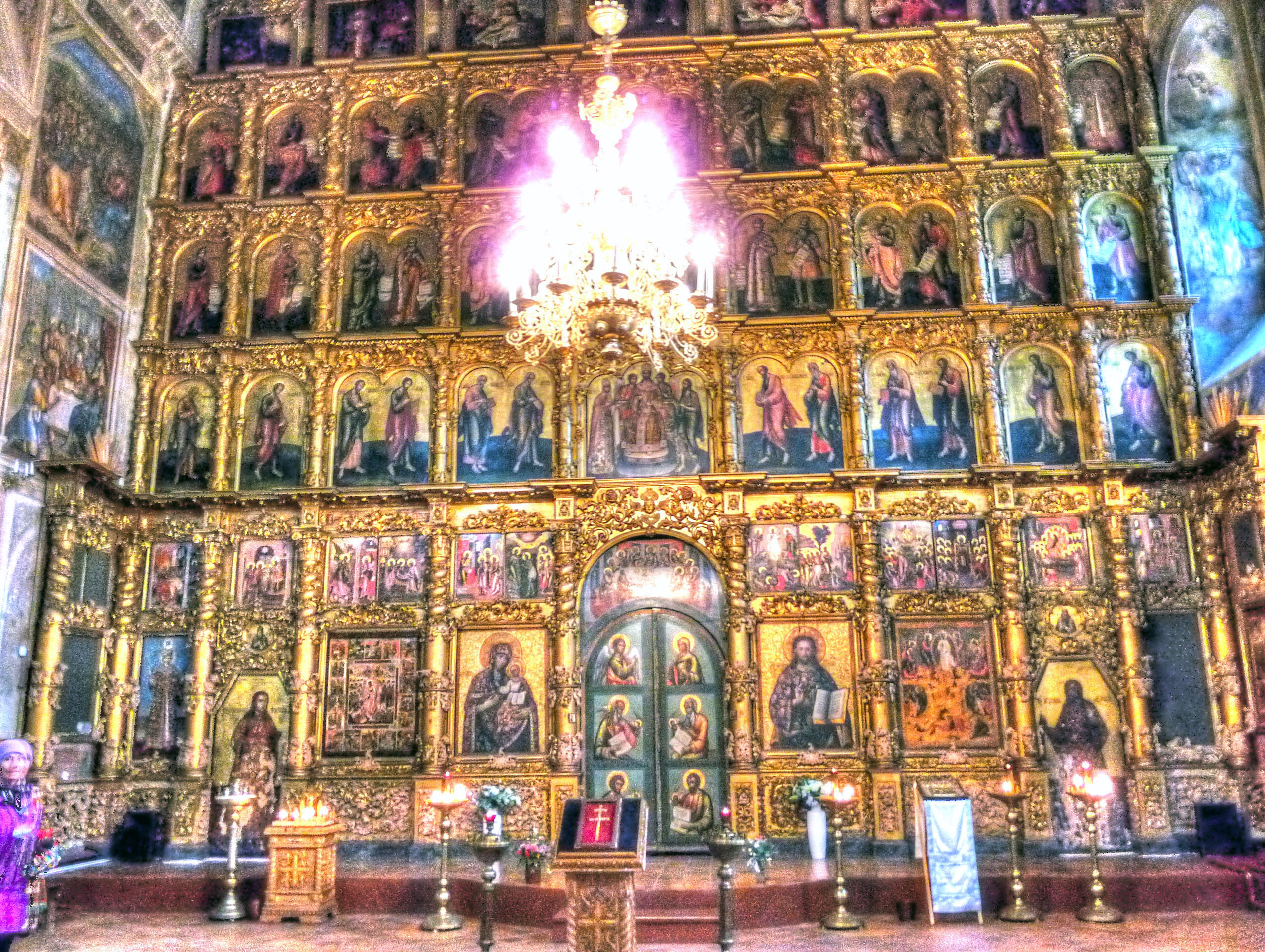
Иконостас Спасо-Преображенского собора в Угличе (начало XVIII века)

Завершается иконостас крестом или иконой Распятия (также в форме креста). Иногда по сторонам креста ставятся иконы предстоящих, как на обычной иконе Распятия: Богоматерь, Иоанн Богослов и даже иногда жены-мироносицы и сотник Лонгин.

### Дополнительные ряды
В конце XVII века иконостасы могли иметь шестой и седьмой ряды икон:
- Страсти апостольские — изображение мученической кончины 12 апостолов.
- Страсти Христовы — подробное изложение всей истории осуждения и распятия Христа.

Эти дополнительные ряды икон не включаются в богословскую программу классического четырёх-пятиярусного иконостаса. Они появились под влиянием украинского искусства, где данные сюжеты были очень распространены.
Кроме того, в самом низу на уровне пола под местным рядом в это время помещались изображения дохристианских языческих философов и сивилл, с цитатами из их сочинений, в которых усматривались пророчества о Христе. Согласно христианскому миропониманию, они хотя и не знали Христа, но стремились к познанию истины и могли неосознанно дать пророчество о Христе.

## Символика иконостаса

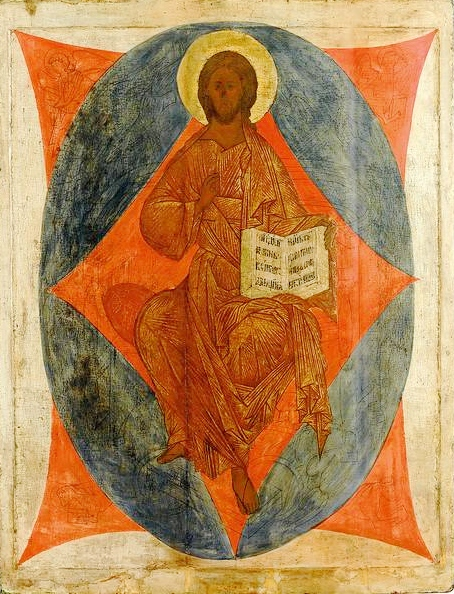
Спас в силах» — центральная икона ростового деисусного чина. Тверь, около 1500 года
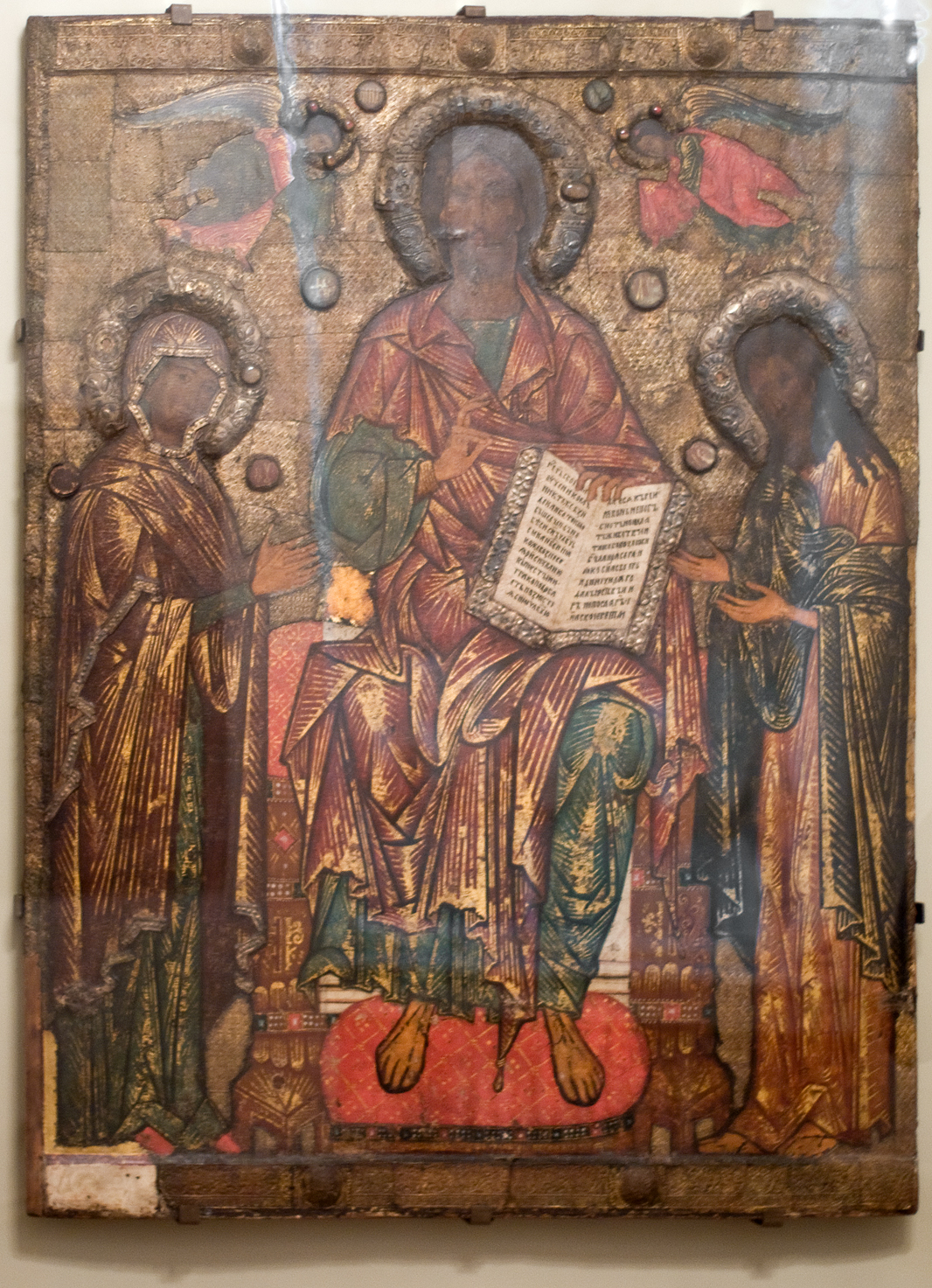
Деисус. Псковская икона XIV века
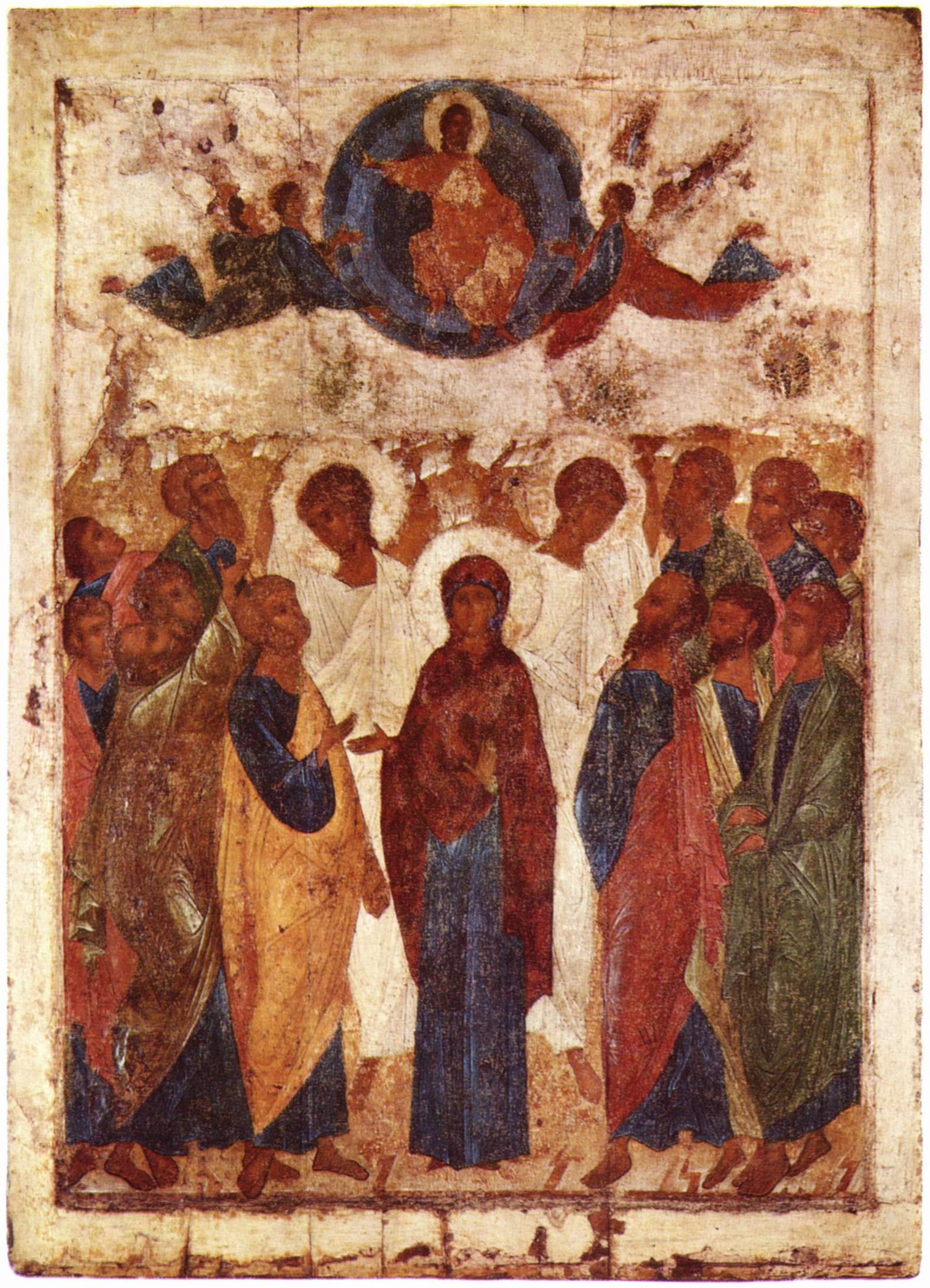
«Вознесение» из праздничного чина Успенского собора во Владимире. 1408 год
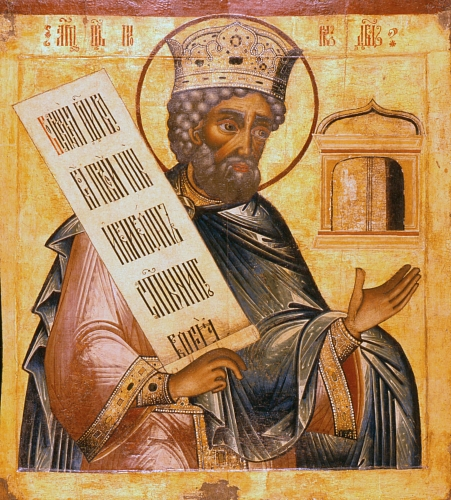
«Царь Давид», икона из пророческого ряда, церковь Преображения, остров Кижи
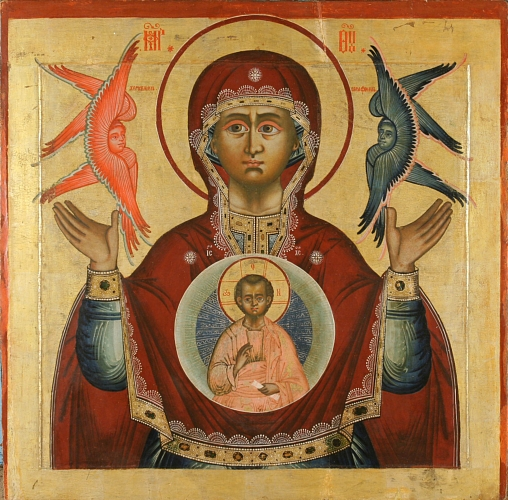
Богоматерь Знамение
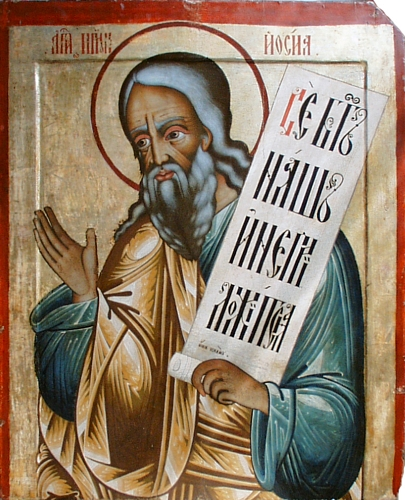
«Осия», икона из пророческого ряда, церковь Преображения, остров Кижи
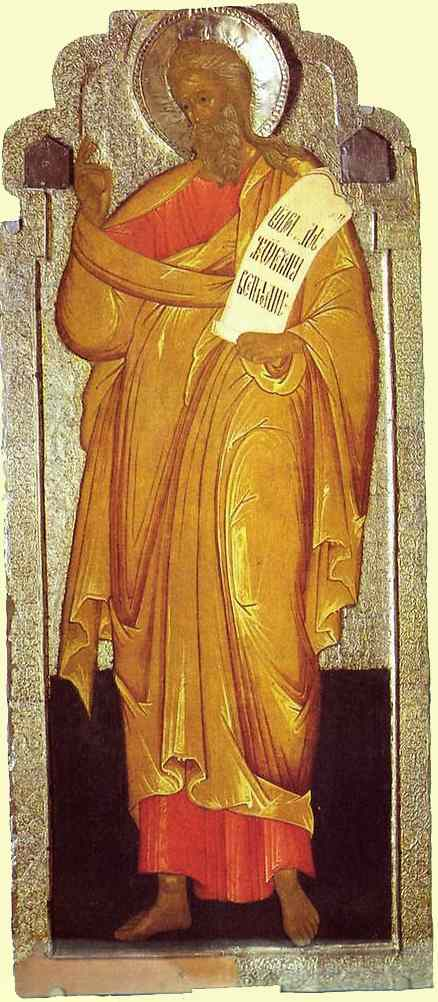
«Авраам». Икона из праотеческого чина. Ок. 1600 г. МиАР
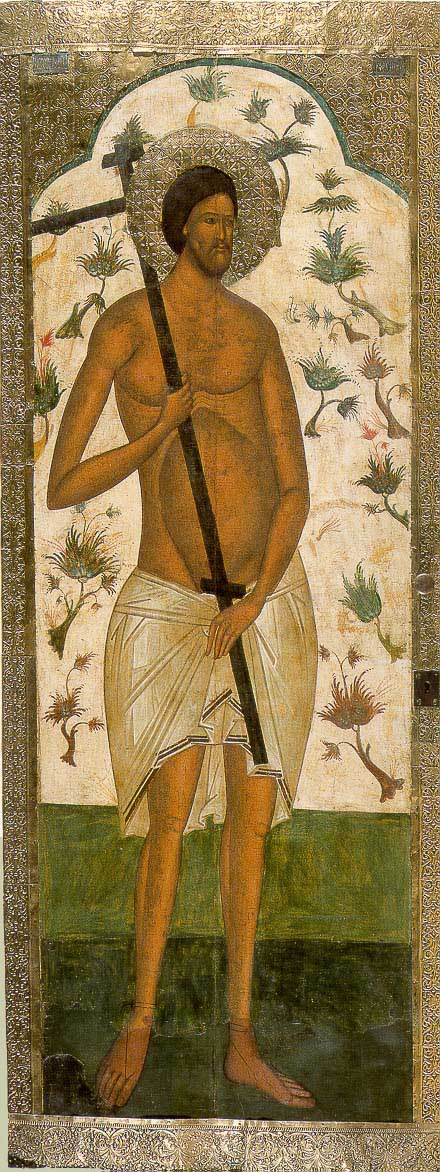
Благоразумный разбойник. Дьяконская дверь

Возникновение алтарной завесы связано с устройством ветхозаветного Иерусалимского храма, где завеса закрывала Святая святых. За завесой находился Ковчег завета со скрижалями 10 заповедей. Только раз в году, в день очищения первосвященник входил во Святое святых с жертвенной кровью козла и тельца (Лев. 16), прося у Бога очистить грехи народа. Деление христианского храма на алтарь, наос и притвор повторяет устройство ветхозаветного храма. Однако теперь алтарь — место совершения Евхаристии — стал доступен для человека. Апостол Павел называет завесу храма плотью Христа: «Итак, братия, имея дерзновение входить во святилище посредством Крови Иисуса Христа, путём новым и живым, который Он вновь открыл нам через завесу, то есть плоть Свою» (Евр. 10:19-20). Таким образом, благодаря искуплению человечества Христом, люди получили возможность входить в храм и Святое святых, то есть наос и алтарь. Но апостол Павел указывает на роль в этом самой завесы. Существуют моменты евангельской истории, когда завеса сравнивается с плотью Христа. По преданию в момент Благовещения Богоматерь, будучи воспитана при Иерусалимском храме, ткала для него новую завесу. Сопоставление зачатия Христа и исткания завесы можно найти в богослужении: «Яко от оброщения червленицы, Пречистая, умная багряница Еммануилева внутрь во чреве Твоём плоть исткася. Тем же Богородицу воистинну Тя почитаем»(богородичен 8 песни канона Андрея Критского). Это предание отразилось на некоторых иконах Благовещения, где в руках Мария держит клубок красных ниток. Особое понимание получил момент смерти Христа в Евангелии: «Иисус же, опять возопив громким голосом, испустил дух. И вот, завеса в храме раздралась надвое, сверху-донизу» (Мф. 27:50,51). Итак, завеса не просто отделяла, закрывала от взора алтарь, но сама изображала плоть Христа, что неразрывно было связано с тем, что здесь христиане принимали Причастие.
С развитием иконопочитания и позже в связи с формулированием церковного учения о иконе на VII Вселенском соборе (787 год) символическая завеса не могла не смениться рядом изображений. Вместо ветхозаветного символа надо было показать новозаветную реальность. Преграда в форме ряда колонн также сама по себе служила символом. Колонны часто делались числом 12 (как 12 апостолов), а центр преграды венчался крестом — образом Христа. Появление над преградой иконы Христа стало заменой символа его прямым значением. Отсюда происходит главный ряд иконостаса — деисус (от греческого «деисис» — моление). Композиция «Деисус» изображает Христа во славе (на престоле или в окружении сияний и ангельских сил) в окружении молящихся Ему Богоматери, Иоанна Крестителя и других святых. Здесь показывается момент второго пришествия Христа и Страшного суда, когда Церковь молит Христа-Судью за человечество. Изображение 12 апостолов («апостольский деисус») также напоминает Страшный суд, когда апостолы сядут на престолы вместе с Христом судить 12 колен Израилевых (Мф. 19:28). В конце XVII века встречаются деисусные чины именно с сидящими апостолами, как в иконе «Страшный суд».
Праздничный чин иконостаса развивает тему Церкви, соединённой Христом, и показывает важнейшие моменты пришествия Спасителя в мир и совершенного Им искупления — двунадесятые праздники. Воскресение Христово как главный момент спасения человечества от смерти и выведение людей из ада в рай обычно предваряется более подробным изображением событий страстной седмицы, что связано с особым выделением этих дней в богослужении. Также показываются важнейшие события по Воскресении Христа, свидетельствующие о истинности произошедшего. Праздничный чин является не просто иллюстрацией Евангелия, но выделяет события, имеющие вечный для человечества смысл. Он также неотделим от хода богослужебного года, поэтому встречается не историческая последовательность событий, а их порядок в церковном календаре.
Пророческий ряд обращается к теме ветхозаветных пророчеств и предзнаменований о Спасителе, Который должен прийти в мир. Пророки со всем израильским народом ждали рождения в мир Мессии. Именно поэтому в центр ряда стали помещать образ Богоматери, от которой родится Христос. При этом распространённым вариантом стала икона «Знамение» с изображением Христа в медальоне на фоне чрева Богородицы, так как эта иконография лучше показывала воплощение в мир Бога.
Пятый ряд, называемый праотеческим, расширил ветхозаветную тему. Если пророки жили после Закона, данного Моисею на Синае, то здесь изображаются древнейшие праведники от самого Адама, знавшие единого Бога и также имевшие обетование о спасении. Центральная икона ряда, должна была в этом случае изображать Самого Бога, в Которого верили эти люди. Именно поэтому здесь поместили образ «Отечество», показывающий все три ипостаси: Отца, Сына и Святого духа, посредством имеющихся в христианстве символов. Образ Ветхого Денми (старца) взят из видения пророка Иезекииля и Апокалипсиса Иоанна Богослова. Если первоначально Ветхий Денми понимался как предвечный образ Бога Сына, то теперь им стали изображать Отца, о Котором можно узнать только через воплотившегося Сына. Сам Христос — вторая ипостась — показан отроком, сидящим на коленях Отца, то есть в иконографии Эммануила. Спасом Эммануилом называют изображение Христа юным, в знак Его вечности. Святой Дух показан в виде голубя так, как Он явился в момент Крещения Христа. Медальон (славу) с голубем держит в руках отрок Христос.
Уже в XVII веке допустимость этой иконографии была поставлена под сомнение. В «Отечестве» прямо было сделано изображение Бога Отца, Который «неизреченен, неведом, невидим, непостижим» (литургия Иоанна Златоуста). Здесь оно совмещалось с образом Христа, Который будучи совечным Отцу, воплотился и получил человеческий облик. К этому было добавлено символическое изображение Святого Духа в виде голубя. Различное изображение трёх ипостасей создавало их неравнозначность в образе.
В некоторых современных иконостасах «Отечество» заменено иконой Троицы в иконографии Андрея Рублёва или в более раннем варианте «Гостеприимство Авраама». Этот образ показывает явление Бога в виде трёх ангелов, обещавшего Аврааму рождение сына. Авраам уже знал, что от его потомства родится Спаситель, поэтому и здесь нужно видеть пророчество о пришествии Христа в мир. Вариант, созданный Андреем Рублёвым, показывает трёх ангелов без служащих им Авраама и Сарры. Здесь акцентируется, что сами пришедшие изображали собой троичность Бога. Более того, в иконе Рублёва передан момент предвечного божественного совета о том, как спасти человечество, которое отпадёт от Бога. Здесь Бог Сын принимает на Себя роль Искупителя, что продчеркнуто головой жертвенного тельца в чаше на столе.
Распятие в завершении иконостаса ещё раз подчёркивает, что Христос есть Искупитель и Жертва, благодаря которой создана Церковь.
Таким образом, 5-ярусный иконостас нужно рассматривать сверху вниз. Вначале на иконостасе показывается ожидание человечеством обещанного Богом Спасителя, затем явление Христа в мир и совершённое Им искупление. Деисусный «чин есть завершение исторического процесса: он образ Церкви в её эсхатологическом аспекте». Здесь святые показаны соединёнными со Христом как единое тело.
Если сверху вниз содержание иконостаса показывает Божественное откровение и домостроительство спасения человечества, то программа изображений на царских вратах в местном ряду показывает путь к спасению каждому верующему. В Благовещении Мария согласилась стать Матерью Христа, и в Ней соединилось земное и небесное. Также и сами врата соединяют храм с алтарём — образом небесного мира и рая. Через евангелистов весть о спасении прошла во все концы мира. Наконец в образе Евхаристии над царскими вратами показано принятие людьми Христа и соединение с Ним.
Как в евхаристической молитве на литургии поминаются в вере почившие ветхозаветные праотцы, отцы, патриархи, пророки, новозаветные апостолы, мученики, исповедники, а потом и все живые и находящиеся в храме верующие, так и иконостас как бы не замкнут. Его продолжают собравшиеся в храме христиане.

## Домашний и походный иконостасы
В жилых домах православных христиан есть особо отведённое для икон место — красный угол — в устройстве которого повторяются принципы церковного иконостаса. Существуют многофигурные иконы XVI—XIX веков, содержащие изображения деисуса, праздников и пророков, а иногда (особенно в XIX веке) всего многоярусного иконостаса с местным рядом. В древней Руси такие миниатюрные иконы-иконостасы назывались «Походная церковь», то есть могли браться с собою в путешествие.

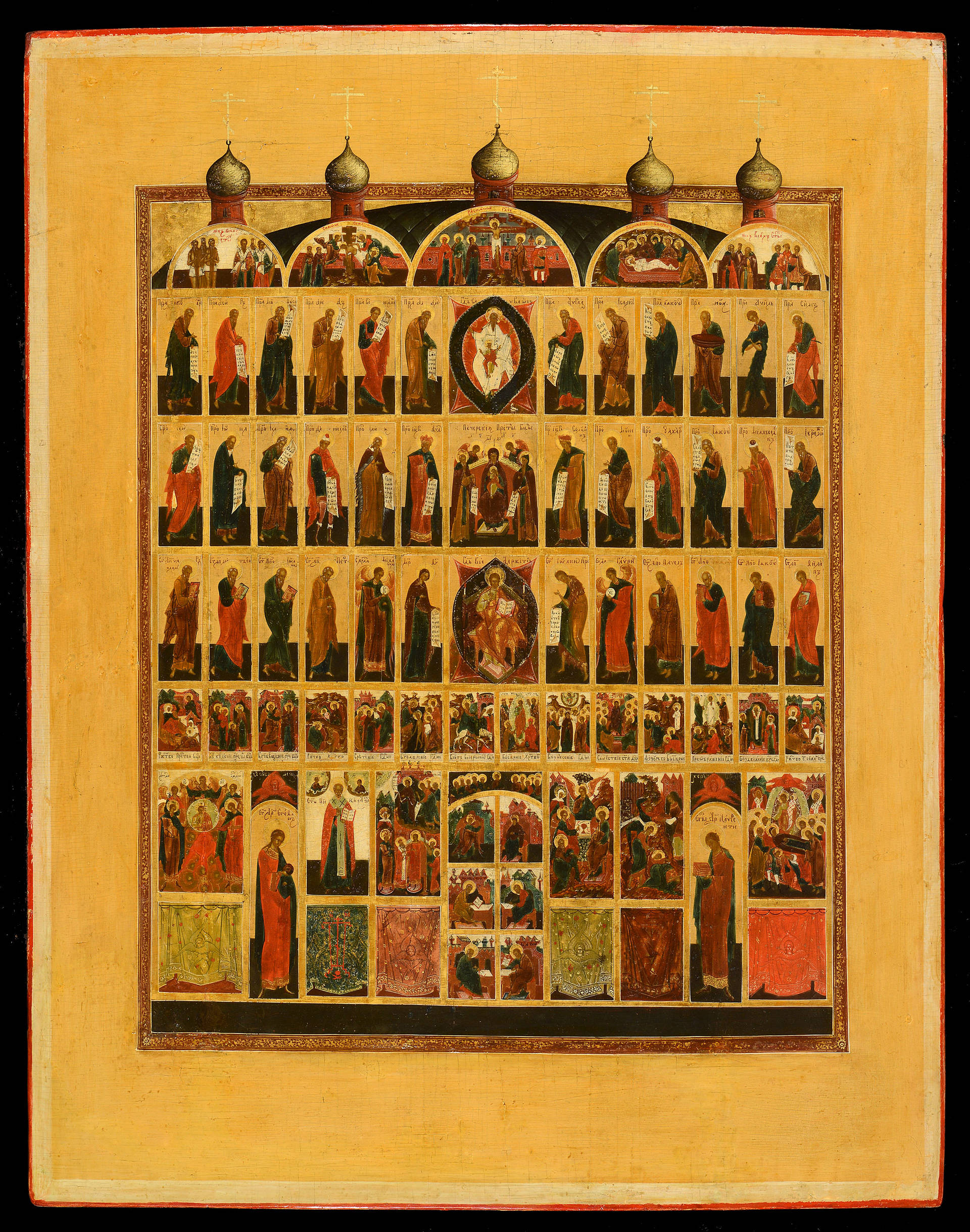
Икона XIX века, изображающая церковь с 6-ярусным иконостасом
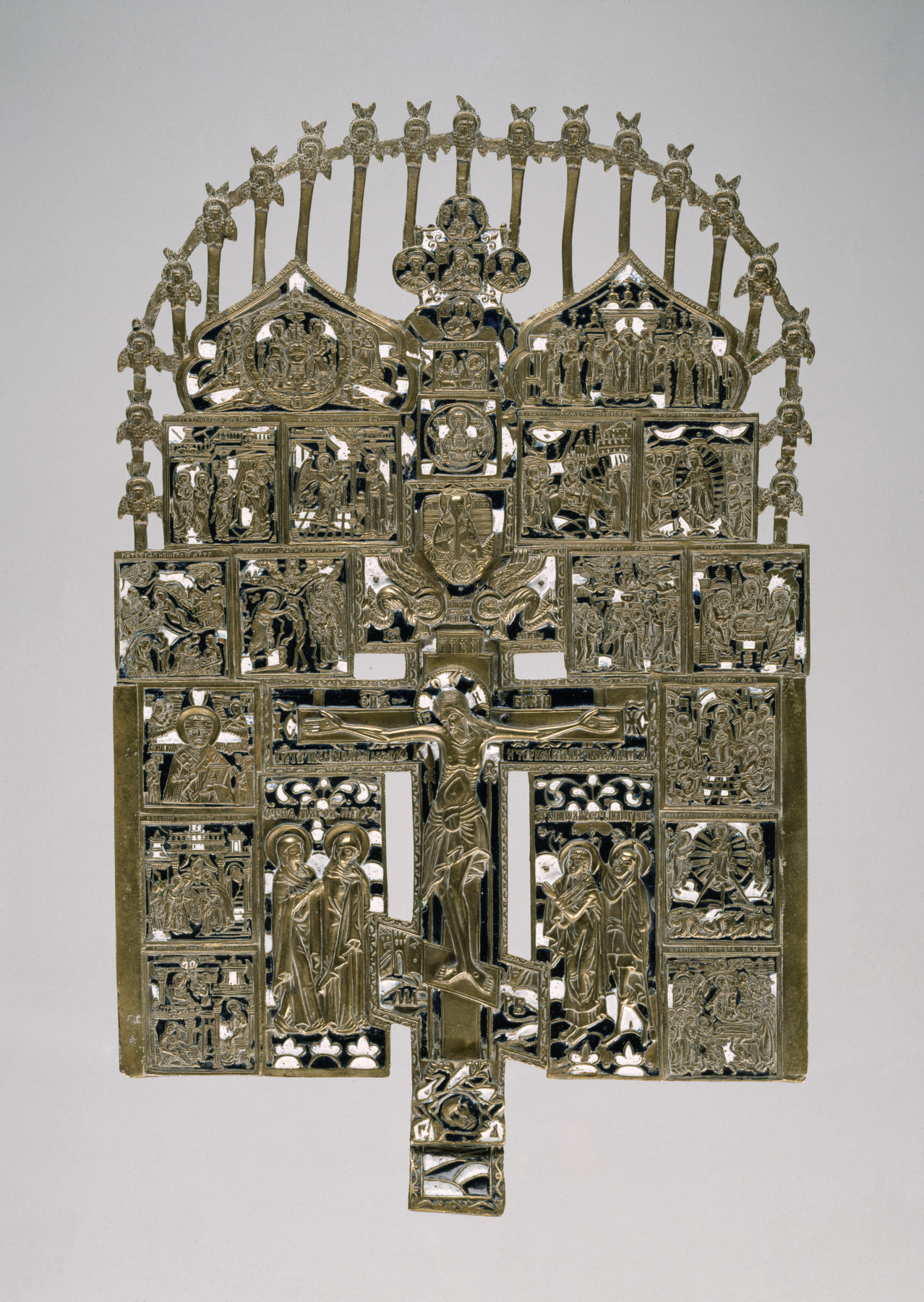
Распятие со святыми и праздниками — разновидность походного иконостаса в старообрядческой традиции

## Иконостас у старообрядцев-беспоповцев

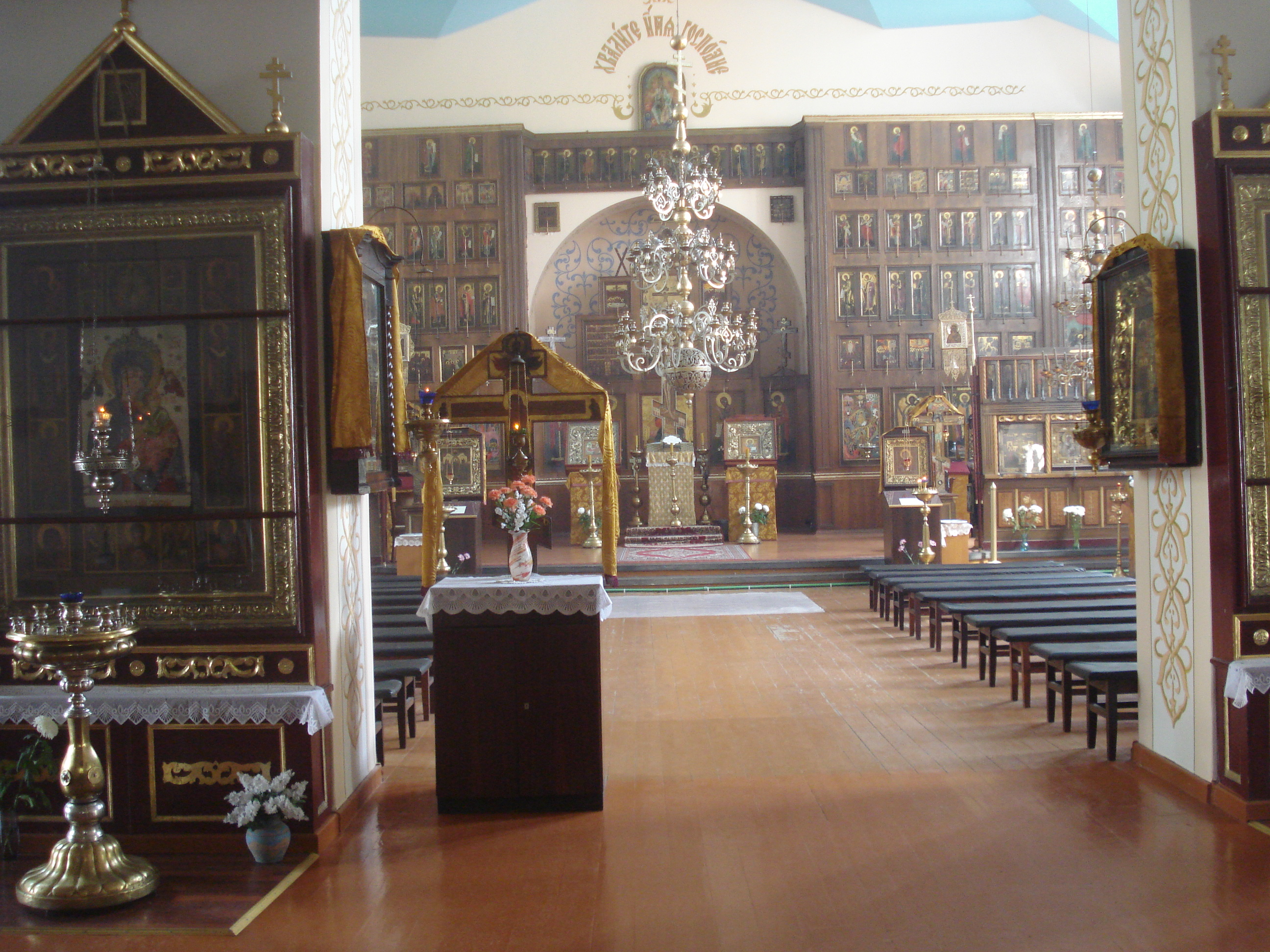
Даугавпилс, моленная Рождества Пресвятой Богородицы и Святителя Николы

В беспоповских моленных иконостасом служит восточная стена, не имеющая алтарной апсиды. Фактически является развитием домашнего иконостаса. Выполнен обычно в виде нескольких ярусов полок с иконами по образцу тябловых иконостасов, воспроизводящих традиционные ряды. Место Царских врат, как правило, занимает Распятие с иконой за ним. Изредка за Распятием могла находиться нефункциональная имитация Царских врат — такой иконостас, в частности, имела Церковь Воскресения Христова и Покрова Богородицы в Токмаковом переулке в Москве (за ним даже располагалось помещение для Совета общины, сообщавшееся с храмом через диаконские двери).